# クラシカロイド
『クラシカロイド』（英: ClassicaLoid）は、サンライズ（第1シリーズ）およびバンダイナムコピクチャーズ（第2シリーズ）制作による日本のオリジナルテレビアニメ作品。第1シリーズは2016年10月8日より2017年4月1日までNHK Eテレにて放送された。第2シリーズは第1シリーズの最終話（第25話）の最後とアニメ公式サイトにて発表され、2017年10月7日から2018年3月24日まで放送された。

## 概要
NHKでは『ファイ・ブレイン』シリーズ（2011年 - 2014年）以来となる、オリジナルアニメーション。第1シリーズは『ファイ・ブレイン』シリーズ同様、サンライズが制作を担当したが、第2シリーズでは2015年にサンライズから子供向け・ファミリー部門を分割する形で設立されたバンダイナムコピクチャーズが出資と制作を兼任している。
NHK Eテレでは過去に、化学・科学に材をとった『エレメントハンター』や数学・パズル要素のある『ファイ・ブレイン』のように、学問的要素を採り入れたオリジナルアニメ作品を放送した。今作は「音楽」をキーとして物語を構築。「楽聖」と称されたクラシック音楽の偉人をモチーフにしたナゾの存在・「クラシカロイド」が現代で巻き起こす様々な騒動と、彼らが奏でる音楽を超えた音楽・「ムジーク」を巡る謎を描く。
第1シリーズの監督には『銀魂』『おそ松さん』など、ギャグ作品を多く手掛けた藤田陽一を起用。藤田監督いわく「闇鍋感あふれるけど気軽に楽しめる作品」であり、一話完結（一部例外を除く）と言うこともあるため幅広い年齢層から人気を獲得している。
本作のキーソングである「ムジーク」は現代のアーティストが「ムジークプロデューサー」（MP）と称しクラシックの名曲を各人のセンスで自由にアレンジする形で制作。MPは、ベートーヴェンを布袋寅泰、バッハをつんく♂、リストを浅倉大介、ショパンをEHAMICなど、原典を作曲した作曲家ごとに専属で起用されている。
2016年秋に第1楽章（第1シリーズ）が、2017年秋に第2楽章（第2シリーズ）が放送スタートし2018年3月に放送が終了している。
また、第一シリーズでの浜音高校の制服は半袖の夏服であるが、第二シリーズでの制服はカーディガンを着用した冬服となっており、第一シリーズ最終話でのできごとを第二シリーズで「この前のこと」とする時間が流れている。

## ストーリー
舞台は音楽で町おこしを掲げる、とある地方都市ハママツ。普通の高校生として日々を過ごす音羽歌苗と神楽奏助は、歌苗が大家をつとめる洋館「音羽館」で、自身をベートーヴェン、モーツァルトと称するおかしな2人組と出会う。様々なキッカケから彼らがタクトを振るうと、どこからともなく「誰もが一度は耳にしたあの名曲」が聴こえ、その曲が響き渡ると、パイプオルガンがロボットに変形したり、巨大なドクロが現れるなど数々の超常現象が起こってしまう。
そんな2人はクラシカロイドと呼ばれる存在であり、彼らが演奏する曲にはムジークと呼ばれる不思議な力が宿っていた。それからというもの、歌苗と奏助の前には、頼みもしないのに有名な作曲家と同じ名をもつクラシカロイド達が次々と現れ、彼らの住む街は毎日が大騒ぎの連続。さらには歌苗の弟を名乗る少年「ワタル」と、コビトカバ「ドボちゃん」の、クラシカロイド2名が加わってさらに大騒ぎの毎日へ。
クラシカロイドとは一体何者なのか？彼らは何のために生まれてきたのだろうか。

## 登場キャラクター

### 音羽館の関係者
音羽 歌苗（おとわ かなえ）
声 - 小松未可子
本作の主人公の1人。浜音高校に通う女子。高校一年生。16歳（第一期2話の時点）。一人称は「私」。祖母（声 - 定岡小百合）から受け継いだ洋館「音羽館」の大家として、館を切り盛りしている。奏助とは幼なじみで一緒に行動することも多い。
唐突にベートーヴェンとモーツァルトが館に入り浸るようになって以来、続々と現れ、好き勝手に振る舞うクラシカロイドたちに困惑しつつも住人として受け入れている。華族の血を引くお嬢様のはずが、父である響吾が財産を使い果たしたために、慎まやかな生活を強いられており、若くして苦労人。部活動（水泳部）にも勤しんでいる。
しっかり者で真面目な性格であるが、それ故にクラシカロイドたちの起こす騒動にいつも頭を抱え、「全員出てけー！」と叫ぶこともしばしばだが本当に追い出すことはしていない。家賃を払わない上に払う意思すら見せないベトとモツにはもはや呼び捨て、タメ口である。一方、弟を名乗ったワーグナーには極めて甘く「ワー君」と呼び慕っている。
第1期14話では逃げ出したチャイコに代わってクラクラの新メンバーにスカウトされ、本人も乗り気だったがライブ直前に尻込みしたために、デビューすることはなかった（練習段階でも引き攣った笑顔で歌っており、それがショパンの手でネットに流されたことで一時期「ギレドル（ブチギレアイドル）」として注目された）。
第2期終盤でショックと怒りで暴走したワーグナーを救うため、クラシカロイド達を説得し彼のもとへ向かう。その際ワーグナーが生み出した偽物の歌苗と対峙し、戦いを繰り広げ勝利の後、背中から翼を出しワーグナーのもとにたどり着き和解するなど、家族想いな性格が見てとれる。
館は未だ入居者募集中のため、音羽館の世間体を気にしてチラシ配りをするなどして行動することも。
神楽 奏助（かぐら そうすけ）
声 - 島﨑信長
本作のもう1人の主人公。浜音高校に通う男子。高校一年生。16歳。一人称は「俺」。妹（声 - 高橋未奈美）と母親（声 - 進藤尚美）がいる。歌苗と共にクラシカロイドに振り回される日々を送り、館に住みこんでいる。アイドルユニット「クラスキークラスキー」の大ファンであり、バージョン違いも含めすべてのCDを集めているほど。特にバダジェフスカが好きなようで、彼女のことを「バダきゅん」と呼んでいる。
あらゆる意味で「普通」の高校生で、かなりのお調子者であるが、幼馴染の歌苗を気遣うなど時折優しい一面も見せる。DTMに熱中したりギターも持っており、将来はビッグなアーティストになりたいという夢を抱く。しかし実際は楽器はほとんど使えず、作った曲を流せば周囲に騒動が起きるほどの音痴で、今のところ才能が目覚める様子は無い。しかし誰の力も借りず自分の力で作った楽曲を、学園祭のステージで歌い（当初の題名は「ぼくは奏助」で、後に「ぼくフツウ」に変更された）、学園の人気者になったことがある。ただし、その理由は「訳が分からなくて面白い」ということであり、歌自体は聴く人間がもがき苦しむほど壊滅的だった（その威力は妹を含む何人もを救急車で病院送りにするほどで、ベトは一種のムジークと表現している）。音羽館にいることが多いが、厳密には音羽館の住人ではなく、空き部屋を自分の部屋として使い、機材を持ち込むなどして入り浸っているだけである。ムジークに憧れを抱いており、特に初期は自分も習得するべくベト達にやり方を聞いては真似していた。二期最終話ではムジークを出すために山で修行をしていたが、音羽館に誰もいなくなり、自分が思い描いていた「音羽館は奏助の居場所だ」などと言われることが叶わなくなり、「何か違ー!!」と館中で叫んだ末に音羽館のホールのオルガンの鍵盤を叩き、ムジークを発動できた、ととれる描写になっていた（本人のムジークなのかは不明）。ベトに「そんなにぬるま湯が好きか」と言われるも「……うん、好き。ぬるま湯大好きっ!」と答え、「そんな恥ずかしいことを堂々と……」とクラシカロイドたちに引かれていた。
クラクラの2人とは第1期8話で面識を持ち、第1期12話ではバダとメールアドレスを交換した。その後、デートに誘ったりしているが特に相手にされておらず、第2期では目に見えて辛辣に接せられるようになる。
第1期最終話（25話）で、UFOに連れ込まれた際に上記の歌を披露したがそれが宇宙人を激怒させ、結果的に地球の危機を招いてしまう。しかし彼なりの視点で宇宙人たちの心理を見抜き、地球の危機を救うべくモツのムジークの力で変身し同じく変身したパッド君や歌苗と一緒にUFO内部へ向かった。
「年末特別編」である第2期13話の年忘れ第一回紅白ムジーク合戦ではムジークが使えないにもかかわらずトップバッターを務め、「ぼくフツウ」を披露。会場にいた全員を苦しめ、「ある意味、ムジーク以上の破壊力」と言わしめた。
第2期終盤ではクラクラの2人と行動することが多くなったが、2人からはぞんざいな扱いを受けており、バダジェフスカからは名前を「ピョン助」などと間違われ続けている。ワーグナーからも「ショウ助」と間違われていた。
パッド君
声 - 石田彰
奏助が常時持ち歩く「人工知能搭載型情報端末」。よく喋る。一人称は「私」。主にムジークの原曲解説やクラシカロイドたちの基になった楽聖たちの説明をしてくれる。明るい子供のような喋り方で常に敬語だが、本気で怒ると暴言を吐くこともある。
普段はネットでキーワード検索をしたり、動画の閲覧（動画の楽曲内にムジークを検知した場合は閲覧中でも解説をする）、ムジーク発動中の様子を録画・再生する（ただし、録画した時の状況をそのまま記録されているわけではなく、ムジークの力で踊っている人物だけが写るなど一部分のみ）のに使われている。
人工知能としてはかなり高度なアルゴリズムが組まれているらしく、奏助に対して嫌味を言ったり、拗ねたり、自ら情報を探し出して結果を報告することもある。特に機体を汚されると激怒する。しかし、なんだかんだで持ち主の奏助を慕っており、第2期14話では一時的に距離を取った時も奏助を想った発言ばかりしている。
第1期10話でショパンのムジークが失敗して奏助一同がネットの世界に入り込んだ時には、右目を隠すように伸ばした水色の髪の、人間の執事のような出で立ちで現れ、一同を驚愕させた（パッド君曰く「イケメン敏腕執事」）。その時は低く落ち着いた男性の声になり、ジョリーを誘き出すために偽の招待状を流したり、ジョリーに起きた変化や状況を推論し説明した（その後、奏助たちが現実世界に戻ったときには通常の声に戻っていた）。第一期11話では、ショパンがハッシーに餌をやろうとして、じりじりと近づいていたところをけっこうな時間をかけて励ましていたが、宅配便が来たために、あと一歩、というところで最初の位置に戻ってしまい、「馬鹿野郎タイミング考えろバカ！帰れ！」など珍しく暴言を吐いた。「年末特別編」として放送された第2期13話の「紅白ムジーク合戦」では番組内の紅白歌合戦の総合司会として人間の姿で登場し、司会進行を務めた。また、第2期15話では力士の鍛錬を積む音羽館の面々に対し、親方のように貫禄をもってアドバイスするノリの良さを発揮する。
第1期最終話（25話）ではモツのムジークの力で変身した奏助が乗る飛行機になり、一瞬だけ画面に執事姿のパッド君の表情が表示された。
第2期14話では互いのパートナーに苦労している点でドヴォルザークと意気投合し、新幹線で大阪の新世界や、岡山、熊本などを旅した（パッド君自身はあくまで情報端末のため、ドヴォルザークの背中の荷物に括りつけられる形で乗車している）。また、駅弁や串カツなどの飲食ができない代わりに、写真をSNSに上げることで「食べたつもり」を楽しんでいる。ドヴォルザークの言葉については「カバリンガル」というアプリを起動させることで人間の言語に変換することが可能（ネットから拾ってきたのか自身でアプリを作り上げたのかは不明）。
第2期最終話（25話）でハママツ市の鉄道会社からPRマスコットとして活動を依頼されたドヴォルザークの通訳を務めるべく、赤くカラーリングされたボディに接続機器もなしに自身を転送した。その間、奏助が持っているパッド君のボディは何の反応もなくブラックアウトしたままになっている。ラストシーンではPRキャンペーンを務め終えたドヴォルザークとともに音羽館を再び訪れる形で帰還した。
なお、奏助がパッド君を入手した経緯については一切明かされていない。
音羽 響吾（おとわ きょうご）
声 - 大川透、堀内賢雄（代役）
歌苗の父親。全てのクラシカロイドの生みの親であり、楽しいことが大好きな発明家。「音羽博士」と呼ばれている。歌苗が幼少時の頃から研究に資金を費やした結果、多額の借金を作り行方不明になる。
大幅に盛った話をして、文末に「ウソだけど」と付けて話すことが多く、その発言の信憑性のほどは定かではない。
かつてアルケー社に雇われており、“究極の楽器”を作る研究をしていたが、「一番素晴らしい音楽を作るのものはやはり人間」と言い、人工知能が専門の助手・三弦と共にクラシカロイドを生み出した。本人いわく「適当に混ぜたら出来ちゃった」。最初に作り出したバッハから、「八音」の計画に協力して欲しいと頼まれ「前向きに検討するが、少し時間が欲しい」と答えるも、ベトとモツを連れてアルケー社から逃走してしまう。
クラシカロイドとして生まれたばかりで何も分からないベトとモツに餡入りギョウザを振る舞ったり、しばらくの間は3人一緒にいたが突如、音羽館への地図を残し2人の前から姿を消した。その後、借金取りとアルケー社から逃げるように世界中を転々としている。
第1期終盤ではアルケー社に単身潜入し、「隠していた千円札を回収しにきただけ」と見せかけて三弦が開発を指揮していたオクトヴァにバックドアを仕掛けており、オクトヴァ始動の際に遠隔操作で機能停止させようとした。しかし電気料金を滞納していたせいで電気を止められて失敗してしまい、歌苗に対処を任せた。全ての騒動が収束した後も世界中を転々としているが、以前と違い歌苗とメールのやり取りをするようになり良好な関係に戻りつつある。
第2期終盤ではワーグナーが暴走状態にあることを知り、日本に帰国しようとヒッチハイクを続けているが同じく響吾を探し周っている日芽歌とバッハとはニアミスで出会うことなく単独でハママツ市にたどり着いた様子。競馬場で馬券が外れ騒いでいたところ、世界中を探し回っていた日芽歌とバッハと合流。話し合いのためにアルケー社に出向く。ワーグナーのムジークを封印したのは響吾自身であり、以前から暴走の兆候があったためワーグナーのためを想っての行動ではあったが、全てが裏目に出てしまう。
第2期最終話（25話）では収束後、日芽歌とワーグナーとともに新たな深海の生物の発見を目指し旅に出る。しかし、潜水艇を作るための資金不足からまたも巨額の借金を作ってしまうダメな父親っぷりは相変わらずの様子。
響吾の声は大川透が担当していたが、病気療養のため第2期終盤からは堀内賢雄が代役を務めた。
音羽 日芽歌（おとわ ひめか）
声 - 大原さやか
第2期から登場した歌苗の母親。前髪や目元が歌苗によく似ている。第1期冒頭で置手紙を残して行方知れずだったが突如帰国。音羽館にいるクラシカロイドたちと対面した。
置き手紙には「もう耐えられません、家を出ます」と書かれており、第1期では「響吾に愛想を尽かして出て行った」とされていたが、実際は「響吾が家におらず、歌苗が寂しがっているだろうから、美味しいものを作ってあげたい」という理由からアンデスやヒマラヤ、ヨーロッパを歩き渡り、ハチミツを探していたのが失踪の原因であった。その間、移動費やホテル代などのお金は「足りなくなったらカジノとか競馬とかで調達していた」らしく、スーツケースに溢れんばかりの札束がぎっしりと詰め込まれていた（それを見た歌苗が「借金が返済できる位ある」というほど）。しかし、オレオレ詐欺の電話に騙されて有り金全部を詐欺師の銀行口座に振り込んでしまう。モツが仕掛けた廊下のイタズラに「掃除が行き届いている」と思いこむなどどこかずれており、奏助でさえ「悪い人ではないが、どこか浮世離れしている」と言わしめるほどおっとりした人物。少々行き過ぎだが、歌苗の将来を気にして結婚相手を探したり、産んだ覚えがないにもかかわらずワタル（ワーグナー）に子供らしい生活の機会を与えようとするなど懐の深い母性の持ち主。
第2期18話終盤で、響吾を探すために再び旅に出た。その後22話でタブレットでワーグナーの様子を見ていたバッハと出会い、2人で響吾を探しに各地を旅しているがニアミスで出会うことなく探し回っている。なお、バッハについては「今度はずいぶん大きな息子ねぇ」とあっけらかんとした様子で受け入れている。
第2期最終話（25話）では収束後、響吾とワーグナーとともに新たな深海の生物の発見を目指し旅に出る。
ハッシー
音羽館に住みついているハシビロコウ。元々は卵のままで山に捨てられていたところを響吾と日芽歌に拾われ、家族として迎え入れられた。
クラシカロイドたちが起こす騒動によく巻き込まれ、メイド服を着せられたりなどしているが、自身も結構それに付き合う。みかんやパイナップルを育てている。
第1期21話ではシューベルトが「魔王」のムジークを発動させた時は何故かDJに扮していた。
第1期最終話（第25話）ではベトの力で変身した歌苗が乗る巨大な鳥になり、装飾としていくつかのエンジンがついたスピーカーがつけられていた。
新入りのドボちゃんとは、あまり仲が良くない模様。しかし第2期1話ではドヴォルザークのムジークで現れたカバ型機関車の運転手になっていた。
基本的に音羽館の面々の行動に対して干渉はしないが、第2期15話では音羽館のオルガン裏の秘密厨房で焼き鳥（しかも包装紙にはハッシーの姿がプリントされている）を大量に作られる状況に辟易し、秘密厨房を密かに爆破した。
第2期最終話（25話）の最後にムジークが発動した際にタクトを振る姿が描かれ、実はムジークが使えたとも取れる描写になっているが詳しいことは説明されていない（旅立つ前の響吾が歌苗にハッシーのことを何か伝えようとしていたが、そのことなのかも不明）。

### クラシカロイド
かつてアルケー社が作った「アルケロイド」に響吾が「色々適当に混ぜた」結果、楽聖の記憶とムジーク能力を持って生まれた一種の人造人間達。見た目や体の機能は人間同様だが、ムジークの力についてや、クラシカロイド達がなぜ過去の記憶を持っているのかは不明である。
ベートーヴェン
声 - 杉田智和 / ムジークプロデューサー - 布袋寅泰
歌苗と奏助が最初に出会ったクラシカロイドの1人。通称「ベト」。モツからはファーストネームの「ルートヴィヒ」から「ルー君」と呼ばれている。歌苗を「小娘」、奏助を「少年」、ワーグナーを「小僧」と呼んでいる。一人称は「俺」（第1期初期では「私」。第一期六話では劇中「我」と言ったことがある）。イメージカラーは赤と黒｡
頑固で偏屈。良く言えば妥協しない性分で、餃子の事を「ギョーザー」と呼び、異常なこだわりを持ち、餃子と音楽以外には、基本的に興味を示さない。ただ、ギターや釣り、コーヒーなど時々別のものに熱中することもある。口癖は「運命」で、障害にぶち当たる度に「これが運命か」「俺は運命をねじ伏せる」などと燃え上がる逆境に強い一面はあるが、それが頑固で偏屈な部分を助長してもいる。眠っている時には寝言を言ったり、歯ぎしりをする。音羽館の家賃は払っていないが、本人は音羽館の危機を何度も救うことでチャラにしているつもりらしい。
また、第一期オープニングでベートーヴェンの隣にいる犬は、映画ベートーベンのオマージュである。
餃子に興味を持ったきっかけは、歌苗の父である響吾が食べさせた「漆黒のハーモニー（この名称はベトが命名）」が忘れられなかったことであり、再現しようとさまざまな焼き方を工夫していた。リストから「具の材料が黒いんじゃないの？」と指摘された時には、それを考え付かなかった事にショックを受けて愕然となった。「漆黒のハーモニー」の正体が判明して以降も餃子好きは変わらず、学園祭では餃子の屋台を開こうとして男女生徒達に慕われていた。第2期でも自身の「究極のギョーザー」を追求し続けており、餃子作りにこだわりを持っている様子がうかがえる。「漆黒のハーモニー」の正体を求めて試行錯誤を繰り返していた事などから、実験的な不味い餃子を作る事も少なくないが、普通の味の良い餃子も作れる（第1期2話）。
ムジーク発動時の台詞は「Spielen wir unsere Musik.（ドイツ語で「さぁ、音楽を奏でよう」）」。
普段は木綿のシャツの上に黒いライダースジャケット、右膝に穴があるダメージジーンズに赤いマフラーを首にまいているが、ムジーク発動時の衣装は黒の燕尾服に変わる。
当初は感情のままにムジークを発動させていたが、アルケー社ビル屋上でバッハとの直接対決に敗北して以来、次第にムジークの制御ができるようになり、暴走したミツルロイドを止めるためにペンギン達を召喚したり、自らの意思で人や物を変身させる事が可能になった。オクトヴァの事件の際にはモツと共にバッハと再び対峙し、クラシカロイドとして成長を遂げていた事で勝利する。第1期最終話（25話）では地球の危機を救うためにUFOへ向かう歌苗を、音楽家のような出で立ちに変身させた。
第1期9話ではギターに熱中したがその理由は、史実において難聴で演奏者の道を閉ざされた時の記憶を断片的に思い出した為であった。奏助の勧めでギター演奏コンテストに出場するが、バッハの指示で照明が落とされた事を切っ掛けにムジークを発動させ、優勝した。
第1期11話でクラシカロイドたちが家事を任された時には洗濯を担当していたが、洗濯機が動かないことにイライラしてムジークを発動しようとし、奏助に必死で止められていた。屋根の掃除をしていたモーツァルトが屋根一面にピンク色の音符を描いたことを見られないようにするまために歌苗を屋敷に引き留めようとするが、そのあまりの不審さに歌苗が「愛の告白をしようとしている」と勘違いし、「ごめんなさい……無理です……」と告白もしていないのにフラれ、かなりショックを受けていた模様。
対し、第2期7話では「俺の傷ついた心は今更元には戻らんぞ」と、歌苗のことを一時フッていた。
第1期15話では人生ゲームでなかなか結婚ができないことに苛立っていた。なお、史実のベートーヴェンは女性との浮名は複数あるが生涯独身だった。劇中では恋愛に対しては初心な一面を見せる（第1期19話）。
第1期22話ではコーヒーにのめり込み、マイベストコーヒーを作るためコーヒー豆の数を60粒数え始め（史実でもコーヒー豆を必ず60粒数えていたという逸話がある）、さらにコーヒーを飲む場所にこだわりを求めた結果、公園でパンダのスプリング遊具に入り浸り、子供達とのトラブルを起こす等、彼の非常に面倒な性格が描写されている。
第2期では新入りのワーグナーに部屋を奪われ、モツと同室の物置部屋住まいになる。後にワーグナーとドヴォルザークが音羽館を出た事で部屋が戻るかと思われたが、チャイコとバダが入れ替わりで入居した為にそのままだった（第2期17話によるとチャイコがベトの部屋を使っていたとの事）。第2期最終話（25話）では2人が引き払った事で部屋が戻った。

ムジークの効果は
- 舞踏会のような空間を創り出し、人々を躍らせる。重機などの大型機械をロボットに変形させる（「田園」のムジーク）。
- 大量の皇帝ペンギンを召喚し、相手を攻撃する(「皇帝」のムジーク)。
- 指揮棒をギターに変え、周囲の人々を中世ヨーロッパのような服装にするとともに、ヘッドバンギングさせる(「クロイツェル」のムジーク)。
- パンダのスプリング夕遊具で、相手にコーヒーを飲ませる(ちゃんこ鍋のこともある)(「エリーゼのために」のムジーク)。
- 皆のムジークの世界観を織り交ぜた空間を創り出す(「交響曲第9番」のムジーク)。
- カジノ風の空間を創り出し、コインのミニキャラを生み出す(「交響曲第7番」のムジーク)。
- 月夜の世界を創り出す、餅つきをしてウサギを生み出す(「月光」のムジーク)。
- 自身を巨大化し、ムキムキになる(「交響曲第5番」のムジーク)。

モーツァルト
声 - 梶裕貴、日笠陽子（少年時代） / ムジークプロデューサー - tofubeats
歌苗と奏助が最初に出会ったクラシカロイドの1人。通称「モツ」。ベトからはファーストネームの「ヴォルフガング」から「ヴォルフ」と呼ばれている。一人称は「僕」。イメージカラーはピンクと赤｡
無邪気で下ネタとイタズラが好き。子供のような発言と行動で周囲を振り回し、ベトから鉄拳制裁を食らうことも。女の子が好きで、リスト曰く「3秒に1回ナンパ」している。本人もイケメンと評される（第1期2話）ほどの容姿の為、歌苗の友人には彼のファン(詠子、美衣子、椎子)もいる他、学園祭ではコスプレで更にファンを獲得した。廊下をローラーシューズやスケートボードで走り回るなど問題行動を日常的に起こしており、よく歌苗に怒られている。なお音羽館の家賃は払っていない。
ムジーク発動時の台詞は「Hör mal, meine Musik.（ドイツ語で「聞け、私の音楽だ！」）」。
普段はロングと半袖Tシャツの重ね着に短パン、ピンクの巨大な帽子をかぶっている。ムジーク発動時の衣装は赤の燕尾服になり、帽子は衣装に合わせて赤に変化する。
ベト同様、当初は感情のままにムジークを使用していたが、アルケー社ビル屋上でバッハに負けてからは次第にムジークの制御ができるようになった。第1期終盤にはバッハとの再戦に勝利するほど成長し、第1期最終話（25話）では自身で「最高のムジーク」を発せられるまでに。また、第2期19話では目的に合ったムジークを自ら産み出せるようになる程までにムジークを使いこなしている。
第1期20話ではあまりにイタズラの度が過ぎる事から本気で叱られ、イタズラを禁止される。結果、散歩で出歩きがちになり、やがて当人が何もしなくとも周囲の人間がトラブルに巻き込まれる状況（「モツパニック」）を引き起こしてしまう。最終的には山の上で1人でムジーク（「交響曲第25番」）を発動させ、髪を下ろした状態でタクトを振り、17歳の頃の姿が交互に現れる。その後、音羽館へ帰る描写はあるが、真っ直ぐ帰ったかは不明。作画監督曰く、ムジークの最後の部分は映画『アマデウス』のオマージュで手を開いている予定だったが、歌詞に合わせて手を握らせたとのこと。また、一話完結の話の中では珍しくオチが無いことでも異質さを放っている。
第2期では新入りのドボちゃんやバダに部屋を取られ、第2期最終話（25話）まで物置部屋にベトと二人で暮らしていた（その分家賃は半額だが未払い）。
第1期20話で禁止されたイタズラだが、第2期でも未だ健在であり8話では「ウソを吐くとカバになる」と館の住人に脅されるほど。
日頃幼稚な行動が目立つものの、育ちが良かったためか丁寧な自己紹介をしたり奏助に的確に音楽の指摘をしたりヴァイオリンを優雅に演奏するなど、神童の二つ名に相応しい一面も。

ムジークの効果は、
- パーティー会場のような空間を創り出し、相手の願いを叶える(「アイネ・クライネ・ナハトムジーク」のムジーク)。
- 巨大な骸骨を召喚し、骸骨の吐く炎に包まれるとネガティブになり懺悔するようになる(「レクイエム」のムジーク)。
- 行進やダンスをさせる(「トルコ行進曲」のムジーク)。
- 17歳の頃と自分をリンクさせる(「交響曲第25番」のムジーク)。
- 相手をパワーアップさせる(「魔笛」のムジーク)。
- 相手の意中の相手と結ばれる体験が出来る(「フィガロの結婚」のムジーク)。
- 自身や相手を鳥の姿に変え、空が飛べるようになる。また周囲にたくさんの鳥を呼び出す(「オーボエ協奏曲」のムジーク)。
- 周囲を氷漬けにする(「交響曲第40番」のムジーク)。

ショパン
声 - 鳥海浩輔 / ムジークプロデューサー - EHAMIC
引きこもり気質でリスト以外の他人とコミュニケーションがうまく図れず、ネトゲ三昧の日々を過ごしていた男性。ショパン（Chopin）の綴りをローマ字でそのまま読むと「チョピン」になるため、「チョッちゃん」「チョピンさん」「チョッちゃんさん」などと称されることもある。一人称は「僕」。イメージカラーは紫と銀色｡
元々はリストと共にベトとモツを連れ戻しに向かうはずだったが、いつの間にか姿を消し、ゲーム仲間だった奏助の端末の位置情報から音羽館にたどり着き、空き部屋に勝手に棲みついていた。当初はその存在に誰も気付かなかった（ベトとモツは「空き部屋に何かいる」という所までは知っていた）が、リストが探しに来たのを機に隠れていたことがバレた。第2期7話の発言によるとネットでお金を稼ぎ、音羽館の家賃を払っているらしい。
内向的で人間嫌いな性格であり、自分の部屋の窓を段ボールで塞いでわざと暗くしている。よく知らない人が来るとすぐに逃げ出すほどの人見知りで、ネット上でしか強気になれない。しかし落ち込んだモツに慰めの言葉を掛けたり、ワーグナーとのお遣い勝負で圧倒的に不利な条件を出されたベトに手を貸すなど、時折優しい一面も見せる。保護者的立場であるリストの事は信頼しているが、内心では「化粧お化け」などと悪態を吐く事も。
ムジーク発動時の台詞は「W nicości tworzę muzykę.（ポーランド語で「私は虚無に音楽を描き出す」）」。
普段は白のライダースーツに濃いピンクの上着を肩から掛けている。みかんのダンボール箱を頭からかぶったり、体育座りをしていることが多い。ムジーク発動時の衣装は紫の燕尾服。
第1期10話では三弦がばらまいたバーチャルアイドル作成アプリ「アルケドール」に没頭し、ムジークを発動。バーチャルアイドル「ジョリー」に知性と人格を与えた。ジョリーはショパンの曲を勝手に動画サイトに上げて一躍有名になるが、暴走してショパンの前から姿を消す。ジョリーを探すためにショパンは再度ムジークを発動するが、失敗して奏助達をネットの世界に送り込んでしまった。
第1期11話でクラシカロイド達が家事を任された時にはハッシーの餌やりを担当したが、パッド君にサポートされながらも怖がってなかなか餌を与えられず、あと少しというところで宅配業者が来てしまい、失敗に終わってしまった。
第1期15話では人生ゲームで大失恋のコマに止まり怒っていた（史実でも失恋を経験している）。また、学園祭では同じような内向的な性格の生徒達に慕われていた。
第1期16話では外籠りウォーカー「ショウペン」を名乗り、普段では考えられないほどのハイテンションで旅動画を撮影していた。その様子をリストは年に何度かの「外籠りの時期」と語っている。
第2期21話では音羽館をモデルにした漫画「フレディ・マジョルカの優雅な憂鬱」（作画は津島直人）の作者「フレディ・マジョルカ」として人気者になり、歌苗の通う高校の漫画研究会に慕われる。この際は一時的に高校生に扮して学生生活を満喫していた。漫画の内容に納得がいかない音羽館メンバーの怒りを買いつつも漫画研究会を勇気づけようと漫画のキャラクターの演技をするが、ベトの火炎放射器を爆発させてしまったことが原因で演技がバレる。それでも「漫画は作り物だが、感動は本物」という信念のもと発動したムジークで漫画研究会を勇気づけた。以降も漫画の連載は密かに続けている。
第2期最終話（25話）では外籠りウォーカー「ショウペン」として世界に飛び出したが、歌苗や他のクラシカロイド達と一緒に音羽館へ強制的に戻されてしまった。
ムジークの効果は
- 自身の周囲の物で高い塔を築き、本人はその塔の最上部にいる（「夜想曲第2番」のムジーク）。
- ジョリー（後述）に知性や人格を与える（「華麗なる大円舞曲」のムジーク）。
- 人間をネットの世界やスマートフォンなどの情報端末の中に転送する（「幻想即興曲」のムジーク）。
- 周囲の人間を犬に変えたり、動物（ドボちゃん）と会話できるようになる（「小犬のワルツ」のムジーク）。
- 屋内に雨を降らせる（「雨だれ」のムジーク）。
- 相手を、自分にとっての英雄に姿に変える(「英雄ポロネーズ」のムジーク)。

リスト
声 - 能登麻美子、柳田淳一（青年時代） / ムジークプロデューサー - 浅倉大介
見た目が派手な格好の妙齢の女性。バッハの依頼を受け、ベト・モツ・ショパン探しを兼ねて音羽館にやってきた。女好きで、音羽館を案内された際に歌苗に興味を抱き、ショパンとともに館に住むようになった。歌苗を「子猫ちゃん」、奏助を「ポンコツ」と呼んでいる。一人称は「私」で、「リッちゃん」と呼ばれたがる。イメージカラーは黄緑と白｡
クラシカロイドの中では比較的常識人だが、ショパンに「物理的にも精神的にも距離が近すぎる」と表されるほどの極端な博愛主義者であり、物事を愛で強引に片付ける癖がある上に、自身の認識した愛に酔って暴走しがちな人物でもある。学園祭では生徒の恋の悩みに答えており、女子生徒達に慕われていた。それなりに資産を持っているようで、アルケー社のクレジットカードで毎月きちんと音羽館の家賃を払っている。なお、当初はショパンの家賃も併せて納めていた模様。第2期10話にて、ホテルのバーでピアノを弾くバイトをしていたことが判明する（ただし、どうせ客の目当ては酒だからと適当に弾いていた）。
史実では男性だが、クラシカロイドとしては女性として生まれた。しかしベトが史実での記憶から「あの時の演奏会に来ていたピアノの少年か！」と話したことから、歌苗達には元男だと認識されている。本人も「いいでしょ、どっちでも」と特に否定はしておらず、普通に男性時代を回想する事もある。ファーストネームも史実通り「フランツ」と男性名のままだが、名乗った事はあまり無い。女性になった事については、第1期の監督である藤田陽一が放送前に受けたインタビューで「そんなに女好きなら、女になってしまえ」という発想の為と語っている。
ムジーク発動時の台詞は「Musik ist Liebe, Liebe ist Musik.（ドイツ語で「音楽は愛、愛は音楽」）」。
普段はフリルがついた緑色のトップスに深いスリットが入った真紅のロングスカート。ムジーク発動中の衣装は緑の燕尾服に白い帽子。袖口には植物の蔓るが施されている。
実はアルケー社から家出する際にブラックカードを持ち出しているが、普段からもピアノの演奏で給料を稼いでいる（女子会を開いた時の費用はカードから出していた）。
第1期11話でクラシカロイドたちが家事を任された時には「音羽館のシンボル」を自称し、シンボルとしてのぴったりの場所を探し続けていた。
第1期15話の人生ゲームでは「また子供が生まれたわ」と語っている（史実のリストは結婚はしていないが、内縁関係の女性との間に子供が3人いた）。
第1期16話ではベトとモツがお金を稼ごうと働きに出た動機である「マーレオポン」なる噴水をベトとモツがいない間に石材から彫り出し、一度は本物そっくりに完成させたが「私がイメージするマーレオポンとは違う」と破壊。ベトとモツが帰った時に完成したマーレオポンにはなぜかモザイクが掛かっていた。
第2期では音羽館に戻ってきた日芽歌と意気投合している。日芽歌の娘への愛に感化されて暴走し、彼女の天然ボケを助長させてしまっている。
第2期10話では、「リストピアノ教室」なるピアノ教室の存在を知り、「自分の名が勝手に使われている」と激怒。講師の葵理栖斗とピアノ対決をするが、練習不足のため惨敗し、特訓を積んで再戦。アルケー社主催で行われたピアノ対決で、観客のほとんどを感動させ、さらにムジークで理栖斗の煩悩を払う。その後は理栖斗とピアノ教室を共同経営している。
第2期最終話（25話）では旅立ちを迷う歌苗の背中を押し、自身も音羽館を出て行ったが、結局歌苗や他のクラシカロイド達と一緒に音羽館へ強制的に戻されてしまった。

ムジークの効果は
- 褐色肌のマッチョな子供の天使を召喚し、その天使が放つ愛の矢を受けたものは周りのものを無条件に愛する（「愛の夢」のムジーク）。
- 周りを緑一面に変え、人々をサナギ→蝶へと変化させ、胸の内に秘めた思いをぶっちゃけさせる（「ハンガリー狂詩曲」のムジーク）。
- ボクシングのリングと大量の鐘を出現させ、鐘を相手にボクシングをしてその音で相手の煩悩を払う（「ラ・カンパネラ」のムジーク）。
- 周囲を西部劇風の世界に変える（「メフィスト・ワルツ」のムジーク）。

シューベルト
声 - 前野智昭 / ムジークプロデューサー - アボカズヒロ（「魔王」のムジーク）、A-bee（「ザ・グレート」のムジーク）※ 2曲共にシューベルトの声優である前野智昭が歌唱を担当
愚直でひたむきな男性。その一方で打たれ弱い面があり、感情の振れ幅が非常に大きい。敬愛するベトを探し求め流浪う「さまよえる楽聖」。「シュー」「シューさん」と呼ばれることも。ベトのことを「ベートーヴェン先輩」と呼んで慕っている。歌苗を「大家殿」、奏助を「神楽君」と呼ぶ。一人称は「私」。イメージカラーは橙色と山吹色｡
過去に師事していた音楽家（アントニオ・サリエリ）たちから「君の音楽はモーツァルトのまねごとに過ぎない」と言われており（第1期4話）、モツのことをかなり毛嫌いしている。それはアンティークショップのディスクオルゴールでモツの曲が流れた際に憎悪の炎を燃やすほど(しかし、史実ではシューベルトはモーツァルトを尊敬していた)。
アルケー社で目覚めた際に、ベトとモツが響吾とともに逃走する様子を目撃しており、「魂の師」と敬うベトを探して一人彷徨い続けた。当初はクラシカロイドの自覚が無いばかりか自分の境遇も分かっておらず、史実の記憶と異なる現代の世界を「魔王が見せるまやかし」と認識していた。第1期4話で、ハママツ祭にてベトとニアミスを繰り返した末、スタンプラリーの景品を貰い損ね激昂するベトを目撃し、出会えた喜びのあまりムジーク「子守唄」を発動。ムジークの効果で赤ちゃん返りしていたベトに近づこうとしたが、祭で挙げられた巨大な凧の糸にからまれ、東アフリカまで飛ばされてしまい、ベトと直接会話することは叶わなかった。その後あらゆる地域を放浪したのち音羽館に辿り着き、住人となる。以降も、何故か巨大な凧の糸に絡まって遠くへ飛ばされる事態に度々遭遇している。
真面目で人が良く、家賃こそ払えていないがトイレの掃除や庭の草むしり・手入れ、皿洗いなど、できる限りの家事はしている。また、働く意思もあるらしく、ハローワークに出向いている(第1期12話)。第1期21話で自分の部屋が無いことに気付くまで、リビングのソファーで寝泊まりしていた（第2期でも部屋をもらえていないらしく、リビングで寝泊まりしている）。常にベトの役に立とうと奮闘しているが、音羽館の住人達に存在を忘れられるなど、なぜか不憫な扱いをされることが多い。
ムジーク発動時の台詞は「Lässt unsere Musik erklingen!（ドイツ語で「我々の音楽を鳴らそう！」）」。
普段は辛子色（劇中では第1期4話で「薄茶」と言われている）の上着と黄緑色の蝶ネクタイに丸眼鏡の、クラシカルな服装。第1期4話や21話など、旅の際には常にタクトケースのような長方形の箱を抱えている（製作陣によると、中身は不明だが過去を引きずっている演出として持たせたという）。ムジーク発動時の衣装はオレンジ色の燕尾服。第1期21話で「魔王」のムジークを披露して以降は、普段・ムジーク時ともに常時ラッパースタイルの服装（第1期25話の「交響曲第9番」演奏シーンでは燕尾服に戻っていた）。
第1期11話でクラシカロイドたちが家事を任された時には家事をこなそうと奮闘していたが失敗続きになってしまい、ベトに「またヴォルフの真似事か」と言われた事がトドメになって、ベトをも嘲笑うほどやさぐれてボロボロになってしまった（この際には、ベトとモツにはなぜか「誰だ、貴様は」「君、誰？」とシューベルトとして認識されていなかった）。
第1期13話では、入浴中のシューベルトが、「ます」の鼻歌によって無意識のうちに発動させたムジークで、自分や館の住人たちを魚介類（それぞれ、シューベルト自身は鱒、ベトはブラックバス、歌苗はカクレクマノミ、モツはトビウオ、リストはミノカサゴ、ショパンはチンアナゴ、奏助はマルタニシ）に変身させ、大騒動を起こしたが、変身させられた住人達は誰も自分が魚介類になった記憶がなかった（パッド君の発言によると、音羽館の住人達が魚介類に変身してから1週間経過していたらしい）。
第1期15話では史実で教職に就いていた事もあってか、奏助の高校の生徒をまるで本物の教師のように導き、校長からも「シュー先生」と呼ばれて感心されていた。
第1期21話では、自身の存在感の薄さと、自らの意思でムジークを出せない（「子守唄」と「ます」は無意識のうちに発動しており、制御不能の"ダダ漏れ状態"だった）ことを嘆き一人で館を出たが、自らの存在を問い、精神的に追い詰められていった。彷徨の末、外国のスラム街に辿り着き、アルケー社から逃れるために世界中を転々としていた響吾と再会する。おでん屋台で響吾に今までの出来事や心境を打ち明けるが、「君も好き勝手やれば？」と助言され戸惑う。嵐の中、音羽館に戻った際には響吾の言葉を思い出して、ようやくクラシカロイドとして覚醒し、ラッパーの姿に変身。音羽館の面々に対して日頃から思っていたことを、「魔王」をベースに、リリック（歌詞）を乗せ、ムジーク「シューベルトの魔王道」として発動した。その後はラッパーの姿を貫き、第2期1話まではラップを交えた口調で話している（なお、製作陣によると、最初に決まったシューベルトのキャラクターデザインは、このラッパースタイルだったという）。このムジークを発動して以来、自らの意思でムジークを出せるようになった。
「子守唄」と「ます」のムジークを発動させたときは、自分が「クラシカロイド」という存在であることを自覚していなかったため原曲のままとされていたが、第1期21話以降も「ます」を原曲のままでムジークとして披露している。
第2期でも引き続きラッパースタイルだったが、音羽館にやってきたワーグナーに、ようやくアイデンティティとして見出したヒップホップを否定され、ショックを受ける（第2期1話）。直後、ドボちゃんのムジークで見たアフリカの大地に感動し、アフリカを目指そうとするが、結局辿り着いたのはジャマイカだった。第2期5話では、ジャマイカでレゲエに出会い感銘を受けたシューベルトが、レゲエ歌手「ザ・グレート」として世界中を渡り歩き、世界中を熱狂させ来日、音羽館に帰還する。
このムジーク「ザ・グレート」の効果は、自らがヒッピーのようなスタイルになり巨大化する、周りの人間を幸福状態にして意欲を失わせる、カリブ海のビーチの風景を出現させることなどである。語尾に「ジャマイカ」をつけて話したり、「ヤーマン！」「ライフイズビューティフォー！」と言ったり、「自分のレゲエで世界中を平和にする」と豪語したが、ワーグナーに「ヒップホップを否定されたからといってレゲエに走るなんて主体性がない、音楽家として自信がないのがバレバレ」と罵られ、ベトからも「音楽とは魂の叫び、叫びたければお前自身の心から出る旋律で語れ」と指摘を受け、第1期21話以前の服装・性格に戻り、今後はベトの側から離れないと誓っている。
第2期16話では宇宙人に憑依されて幼児退行したベトの親代わりになることを決意するが、その宇宙人が去る時にベトが宇宙人だったと勘違いしてUFOを追いかけ、一緒に宇宙に飛び立ってしまった。その後、ロボットに改造されて音羽館に戻って来たが、後の回では何事もなかったように元に戻った。
第2期最終話（25話）では、新たな道を進むベトを追いかけ音羽館を離れたが歌苗や他のクラシカロイド達と一緒に音羽館へ強制的に戻されてしまった。

ムジークの効果は
- 周りの人間を赤ん坊にしてしまう。人間から見ると赤ん坊になっているが、パッド君から見ると単に赤ちゃん返りしているだけである（「子守唄」のムジーク）。
- 自分や周りの人を魚にする(「ます」のムジーク)。
- 相手にラップをしかけ、落書きのようにしてしまう(「魔王」のムジーク)。
- 自身は巨大化し、人間を強制的にノリノリにさせる。他人のムジークを吸収すると、さらに巨大になる(「ザ・グレート」のムジーク)。

バッハ
声 - 楠大典 / ムジークプロデューサー - つんく♂
ベトやモツを初めとした、クラシカロイド達を束ねる存在で、最初に生み出されたクラシカロイド。「始まりのクラシカロイド」「偉大なあのお方」と呼ばれている。ムジークのみならず、パイプオルガンを演奏することもできる。「クラシカロイド」を最初に名乗った。イメージカラーは白と青｡
チャイコフスキーとバダジェフスカの2人のアイドルユニットであるクラスキークラスキーのプロデューサー。会話は音楽用語で喋り、その意味はチャイコフスキー以外には全く分からない。
実は普通に会話可能であり、アルケービルの屋上でベト・モツとの直接対決で二人に「音楽とは？自由とは？」を語った（その様子を見たチャイコとバダは驚愕していた）。この時の一人称は「私」。圧倒的なムジークでベトとモツに初めての敗北を味わわせ、それが彼らの成長を促す結果となった。
頻繁に見られる特徴的な髪形はカツラで、歌苗の前に「以前、響吾の世話になった知人」として現れたり（歌苗はこの時は相手がバッハと知らなかったが、後の回ではいつの間にか気付いていた）、公衆の面前に姿を出す時はショートモヒカンのような髪形にスーツを着込んでいる。
ムジーク発動時の台詞は「Füge dich zusammen, meine Melodie!（ドイツ語で「湧き出よ、我が旋律！」）」。
ムジークの効果は他人を意のままに操る・他のクラシカロイドのムジークを無効化するなどの強大な効果を持ち、リスト達が言う「事務所」のアルケー社の社長（声 - 武虎）や経営陣は彼の崇拝者になっている（第1期6話）。ギター演奏コンテストに出場したベトの演奏が始まる際に照明を落とさせ、暗闇の中でムジーク覚醒とベトの胸にあった悩みを打開させるきっかけを作ったりもした。
寡黙で必要なこと以外は一切喋らない威圧感のある人物だが、ペンキ塗りたてのベンチにうっかり座ってしまい無理やり離れようとしてスーツを破いてしまうドジな部分や、自身の理想を実現するために開発していたオクトヴァを気に入り、ピースサインを見せるといった一面もある。クラクラの2人の印象ほど話の分からない暴君でもなく、多少の不敬を働いても理不尽に人を切り捨てる様な事はしていない。総じて真面目過ぎて変人になって突き進むタイプである。
響吾に「八音」の計画を持ちかけ協力を求めるが、検討すると言ったきり逃げられてしまった。オクトヴァや自身を含める8人のクラシカロイド達「八音」を求めていたのは「新しい世界」を作り、「来るべき友達」との交流のためであった。しかし三弦の暴走によりオクトヴァで意図せぬムジークを拡散され、三弦の描く新世界の偶像に祀り上げられかけるも、オクトヴァを破壊して脱出。その後、乗り込んで来たベトとモツに思想を説くが拒絶され、クラシカロイドとして成長を遂げていた彼等に敗北する。その後は「来るべき友達」による地球の危機を救うべく、ベト達に協力する。
第2期で突如現れたワーグナーのムジークを見た後に、クラクラの新たなプロデューサーとして迎え入れたが、その目的は自分の下で音楽を学ばせるため。アルケー社の重役を急速に取り込もうとするワーグナーに対してムジークで抑え込もうとするが、他の八音やいままでの境遇に対する怒りや悔しさからムジークを覚醒させたワーグナーに敗れてムジークを強奪され、クラシカロイドとしてムジークを使えないバッハの音楽では「革命」を起こせないとするワーグナーによってアルケー社を追い出されてしまう。追い出された後にはチャイコとバダに「ワーグナーから目を離すな」と2人をハママツに残し、どこへ向かうのか行くあてもないまま去って行ってしまった。
第2期18話ではアロハシャツを着た姿で一瞬だけ登場したが、詳細は明かされていなかった。22話で再登場した際には、クラシカロイドの生みの親である響吾を探し出し、八音以外のクラシカロイド（ワーグナー、ドヴォルザーク）を生み出した真意を問い出すことと、暴走し続けるワーグナーについての対策を講じるために世界各地を旅していたことが判明した。そして同じく響吾を探して旅をしていた日芽歌と出会い、捜索を続行しようとするが「あっちのお店に響吾さんがいそうな気がする」と言いショッピングをする日芽歌に振り回され、思うようにいかない様子。その最中でチャイコとバダの2人がワーグナーと対抗するための新曲を贈り、ワーグナーの野望の阻止を水面下から行っている（なお、響吾とはニアミスで出会っているがお互いに気づいていない）。
ワーグナーを巡る騒動が全て収束した後は再びクラクラのプロデューサーに復帰している。
バッハのムジークプロデューサーのつんく♂はバッハ以外にもチャイコフスキー、バダジェフスカ、チャイコとバダによるアイドルユニット「クラスキークラスキー」の曲も担当している。

ムジークの効果は
- 相手のムジークを消し去る、強力な音圧を生み出す(「トッカータとフーガ」のムジーク、「G線上のアリア」のムジーク)。
- オクトヴァを起動する。また、バッハと同じカツラ・サングラスを付けさせ、人間を洗脳する(「無伴奏チェロ組曲」のムジーク)。
- オクトヴァを起動する(「ブランデンブルク協奏曲」のムジーク)。
- 自身が巨大化し、千手観音像のような姿となる。周囲に自分のミニチュアを生み出す(「マタイ受難曲」のムジーク)。

チャイコフスキー
声 - 遠藤綾 / 歌 - バクステ外神田一丁目（矢田喜多）　/ ムジークプロデューサー - つんく♂
バッハのプロデュースによるアイドルユニット・クラスキークラスキー（通称・クラクラ）として活動している少女。通称「チャイコ」。バッハの発言を唯一理解できる。東北方言で喋る。一人称は「おら」。イメージカラーは水色と白｡
当初はベト達を連れ戻す為にムジークで音羽館を襲撃したりと敵のような役回りだったが、女子会で歌苗や奏助と知り合って以降はなんだかんだで音羽館の面々と友好的な関係を築いており、仕事に疲れた時やクビになる度に音羽館を頼っている。バッハ同様、物語開始時点で既にムジークを会得している。好物は酒とキノコ。
ムジーク発動時の台詞は「пусть музыка принесет всем счастье.（ロシア語で「音楽がみんなに幸せをもたらしますように」）」。
普段はフリルがたくさんあしらわれた水色のロリータファッションで、ムジーク発動時はツインテールの髪型にショートブーツ・バルーンパンツなどアイドルのイメージに近い服装になる。
「白鳥の湖」のムジークは、恋をした者は「呪いの黒鳥」（前述の通り実際はハシビロコウで色も黒くない）の餌食にされてしまう「恋と死のムジーク」と思われていたが、実際はハシビロコウに連れられて外に出られる「恋と再生のムジーク」だった。
リスト同様、史実では男性だったがクラシカロイドでは女性として生まれた。しかし女性人生を満喫しているリストと違って史実と今の姿とに違和感を抱いており、時折オヤジのような振る舞いになってしまう（バダいわく「オヤジ返り」）。特に敬愛するバッハのことになると「オヤジ返り」しがち。本音では「無理して美少女やってる」「普通のヒゲオヤジに戻りたい」らしく、時々、はげ頭のカツラと付け髭に、腹巻と股引というオヤジ風のファッションになることがある。また、クラシカロイドとしては未成年として生まれた為に飲酒をさせてもらえないことを不満に思っており、ウォッカを原料から作ろうとした事すらある（第1期23話では堂々と一升瓶を取り出している上に、誰にも止められていない）。
バッハの発言を唯一理解できる存在だが、そのバッハが普通に喋れる事を知った時はショックを隠せず、バッハと会話までした歌苗には敵意を剥き出しにしていた。
勢いだけで行動がする事が多々ある上、相棒のバダとは喧嘩する事も多く、クラクラ解散の危機に陥ることもしばしば。第1期14話では自業自得とは言えバダとの間に決定的な亀裂を生じてしまい、一時はクラクラを離れていた。後にクビを言い渡されたショックで無意識のうちに発動させたムジーク「白鳥の湖」を経てバダと仲直りしたが、直後のライブでも喧嘩は絶えなかった。クラクラ離脱中は音羽館に一時期身を置いており、その後は学園祭で自作の焼き芋を販売していた所を三弦に無理矢理連れ戻された。
「八音」の計画が始動する直前、「ミツルロイド改」をクラシカロイドの代用とした三弦によってバダ共々再びクビを告げられ、音羽館の面々と合流。ムジークの影響でバッハ化した市民が音羽館に押し寄せた時は他のクラシカロイド達と共に戦った。一連の騒動が終わった後はクラクラとして復帰する。
第2期ではサングラスをかけ変装したワーグナーが新しいプロデューサーに就任した事に当初は納得していなかったが、彼のプロデュースによる新路線「ソルティークラスキー（通称・ソルクラ）」が成功したことで彼を認め始める。しかし正体を現したワーグナーがバッハのムジークを奪い、彼を追放した事で打倒ワーグナーを決意するが、その直後にワーグナーに無期限活動停止を言い渡され、自らアルケー社から離反。バダと共に音羽館に転がり込んだ。
元の清純派アイドルとして再起を図り路上ライブを行うも「ソルクラ」のイメージ戦略の悪影響から足を止める聴衆がおらず苦戦していたが、バッハから新たに贈られた新曲を披露したことをきっかけに人気が再燃し、小規模ながらも満員の客席の中でライブを行い成功を収さめる。しかし、事前にクラクラのライブがあることを知ったワーグナーの策略によりライブを妨害された揚げ句、ムジークを強奪されてしまった。しかし、新たに贈られた曲はムジークではないことからアイドル活動に支障はないとして前向きな姿勢でいる。
ワーグナーを巡る騒動の収束後は、プロデューサーに復帰したバッハの下、クラクラとしての活動を再開した。

ムジークの効果は
- 動物（ネズミ）を人間化するもので、キングならびに多くのネズミを人間化してベト達を襲わせた（「くるみ割り人形」のムジーク）。
- 周囲を惚れやすい空間に変え、内部に捕らえた人の間にカップルができるとハシビロコウに連れ出される（「白鳥の湖」のムジーク）。

バダジェフスカ
声 - M・A・O / 歌 - バクステ外神田一丁目（佐藤栞（第1期）、月元しょうこ（第2期））/ ムジークプロデューサー - つんく♂
チャイコフスキーとともに、クラスキークラスキー（通称・クラクラ）として活動している少女。通称「バダ」。一人称は「私」。イメージカラーはマゼンタと朱色｡
基本的にはマジメな良い子だが、史実のバダジェフスカが作った曲は「乙女の祈り」以外の楽譜が消失しており、発表されていない事から、「一発屋」呼ばわりされる事を非常に気にしている。「一発屋」呼ばわりされるとキレるばかりか、「一発当てるか」と言っただけの歌苗を引っ叩いたこともある。「女子会」の際にも、ムジークが入った時には「私って一発屋なんですか！？」と思い悩んでいる本心を吐露した。
当初はチャイコ同様に立場上は音羽館と敵対する格好になっていたが、当人は特に敵対行為は行った事はなく、女子会以降は歌苗達とも友好的な関係を築いている。
ムジーク発動時の台詞は「Ja gram. Ja modlic sie.（ポーランド語で「私は奏でる、私は祈る」）」。
前述の理由によりこれ1つしか使えず、リストに「あんた、そればっかりね」と言われている。
やや自信無さげな性格の為、当初から勢いで行動するチャイコに振り回される様子が散見されたが、「女子会」以降は度々喧嘩するようになってしまい、第1期14話では逃げ出したチャイコに代わって歌苗を新たな相棒にしようとした（歌苗が本番直前に尻込みした為、未遂に終わる）。この際に「一発屋という事は一発は当てられたという事」と自身を奮い立たせ、ムジークを会得した。同時に和解を求めてきたチャイコをそれまでの不満から一蹴したことでしばらくはチャイコとの仲が険悪になったが、紆余曲折の末に仲直りする。第1期終盤はチャイコと共にクビを言い渡され、音羽館の面々と行動を共にする。事件収束後はクラクラに復帰した。
第2期ではプライベートは髪を結んで赤ジャージ姿で過ごす事も多くなる。ワーグナーが新プロデューサーに就任した際には最初は「（バッハ様とは別の）新しいプロデューサーの曲でステップアップのチャンスだよ」と好意的だった。しかし彼の策略でバッハは追放され、自分達も無期限活動停止を言い渡された事で、ワーグナーが表舞台に出る為の踏み台にされた事に気付き、アルケー社を出て音羽館で暮らし始める。
無期限活動停止直後はやさぐれており、「アイドルをやめて普通の女の子として恋をする」などとヤケを起こして奏助とのデートに応じるも、結果は惨憺たるものに。しかしその後のドヴォルザークのムジークで発動した列車内で出会った「髭の車掌さん」（ムジークで人間の姿になったドヴォルザーク）の励ましを受け、インディーズからの再出発を決意する。同時に正体を知らないまま「髭の車掌さん」に恋心を抱くようになった（チャイコいわく「新しい世界に行っちゃった」）。以降の経緯はチャイコと同様。

ムジークの効果は、
- バダ自身が太陽と化して周囲の人間を平伏させる。なお、この際は態度も高圧的になる（「乙女の祈り」のムジーク）。

ワーグナー
声 - 松岡禎丞 / ムジークプロデューサー - 蔦谷好位置
第2期から登場する少年のクラシカロイド。コビトカバのドヴォルザークと一緒に音羽館を訪ねてきた。自身を「歌苗の生き別れの弟のワタル」と名乗り、甘えてくる。「ワー君」「ワッ君」と呼ばれることも。一人称は「僕」。イメージカラーは緑と金色｡
クラシカロイドの研究施設にいたが、ムジークを扱えない事から「八音として不適格」とされ、さらに自分を生み出した響吾も行方不明になったことで施設を飛び出した。その後、各地を転々としながら働いていたホテルで歌苗の母親である日芽歌と出会い音羽館へ向かうように告げられ、ベト達と暮らすことになった。歌苗の前では素直ないい子を装っているが、ベト達に対しては辛辣で毒舌。ムジークが扱えなかったことからクラシカロイドとしてできそこないと扱われた経緯から「できそこない」と言われる度に「訂正しろ！」「僕はできそこないじゃない！」と過剰な反応を示す。腹黒い性格ではあるが、父・響吾を求め、自分を受け入れてくれた歌苗と日芽歌に対する思慕は本物である。また、女性に対しては非常に初心で向き合うだけで赤面し、リストに本性を見抜かれている事もあるが、彼女の博愛主義に対する距離の近さから敬遠されている。ベトに対しては普段は単純に見下しながらも、史実で交響曲第7番に感動させられた経験から、越えるべき壁とも認識している。
サングラスをかけ、サイに変装したドボちゃんと一緒にアルケー社に侵入しバッハに自分が作った曲の入ったUSBを渡したが、ファイルを聞くことなく却下されたことから「自分よりも他の八音の方が優れているとでも言うのか！」と怒りにまかせてムジークを発動させたが、完全に発動することができずに終わる。その光景を見たバッハによりチャイコとバダが活動するアイドルユニット「クラスキークラスキー」の新たなプロデューサーとして迎え入れた。
ムジーク発動時の台詞は「Hört die Musik der Revolution!（ドイツ語で「革命の音楽を聞け！」）」。
「ソルクラ」の曲がヒットし評判になったことでプロデューサーWATARUではなく、World Amazing Galaxy Never Ending Revolution (通称・WAGNER)としてアイドルデビューを果たし、覚醒したムジークの力を使いバッハのムジークを強奪し、ムジークが使えなくなったバッハをアルケー社から追い出した。バッハのムジークの力を使って重役や社員たちを従え「革命」を起こし始める。
「父である響吾に会いたい」という思いから行動しているが、次第にその思いが歪み「響吾に会いたい、そして自分こそが絶対にして唯一の”ベストクラシカロイド”であると認めてもらいたい。世界には自分だけの音楽があればいい」に変わっていき、ムジークを制御できないばかりか暴走し、全てのクラシカロイド達の能力を強奪してしまう。暴走時は右目だけが赤く変化し禍々しいオーラを纏っている。
アルケー社のビルを訪れた響吾・日芽歌夫妻と重役室で対面した際に響吾から「ムジークを使えなくしたのは僕自身だ」と聞かされショックと怒りから心を閉ざしアルケー社のビルをヴァルハラ城に姿に変え、全てを拒絶しビルの中に閉じこもってしまった。しかし響吾がムジークを使えなくした真相を知り、歌苗との対話を通じて和解した。ムジークが解けた影響でヴァルハラ城が消え、アルケー社のビルから地面に落下する最中で歌苗を助けるために「もう一度ムジークを…！」と願った結果、再び扱えるようになった。以前のような暴走状態を起こすことはなく、瞳の中の罫線も消え、制御できるようになった様子。
第2期15話で身長140cm、体重35㎏と判明している。
第2期最終話（25話）では収束後、日芽歌と響吾とともに新たな深海の生物の発見を目指し旅に出る。WAGNERとしてのアイドル活動は引退し、「認めてもらいたい人に見てもらえたからもういい」と悔いはない様子。
ワーグナーのムジークプロデューサーの蔦谷好位置は、バッハの代わりに就いたクラクラの新しいプロデューサーWATARU（ワーグナー）がプロデュースする「ソルティークラスキー」の楽曲も担当。

ムジークの効果は、いずれも自身の曲の世界観をモチーフにした空間を創り出す。その他の効果として、
- 相手のムジークを強奪する(「ワルキューレの騎行」のムジーク)。
- 小さな騎士を召喚し、ウインナーで攻撃する。相手のムジークを強奪する(「ニュルンベルクのマイスタージンガー」のムジーク)。
- 自身が楽器の中に閉じこもる。(「ジークフリートの葬送行進曲」のムジーク)。

ドヴォルザーク
声 - 諏訪部順一/ ムジークプロデューサー - 千聖
第2期から登場するクラシカロイドだが、他のクラシカロイド達とは違い、コビトカバの姿をしている。通称「ドボちゃん」。イメージカラーは黄色と虹色｡
ワーグナーと共に音羽館を訪ねてきた。グルメで人間と同じ食事を好むため、ワーグナーを介して歌苗に人間と同じ食事を用意するように頼んだが伝わりきれていない。普段は「プギ」と鳴くが、ムジーク発動中は人語を饒舌に喋り、2足歩行で立ち、駅員（車掌）の服装を着用（切符鋏がタクトの代わりになっている）。この時の一人称は「私」。無類の鉄道好きであり、それを反映させたと思われるカバを模した機関車も登場する。
ムジーク発動時の台詞は「Urychleně nastupujte, vlak hned odejde.（チェコ語で「急いでご乗車ください、まもなく電車が発車します」）」。
第2期14話ではムジーク発動中の列車内で人間の姿（史実のような髭を蓄えた壮年の男性）になり、その姿を見たバダジェフスカは彼（人間の姿のドヴォルザーク）に恋心を抱くようになった。
人格はれっきとした人間だが、気を抜くとカバの本能のまま草を食べたり泥浴びをしたりしてしまうらしく、人としての理性を保つのにも苦労している。性格は紳士的で、奔放なクラシカロイド達にしては珍しく社会的な常識を持ち合わせており、周囲の騒動にも激しいモーツァルトを除いて寛容。ショパンのムジークで会話した際はお節介で口うるさい面を発揮した。
カバの姿でも手先が器用なようで、ショパンの部屋で静かに過ごすことができたお礼のメッセージを部屋の床に彫ったり、テレビゲームで遊んだりしていた。
ワーグナーの「革命」のためにサイに変装し「クロサイのクロちゃん」としてアルケー社に侵入し、共に重役部屋を与えられた。だが、本性と目的を明かし自分勝手な行動をするワーグナーに対して愛想を尽かし離別。音羽館では温かく迎えいられ、庭に作られた部屋（小屋）で暮らしている。
第2期15話では自身も相撲大会への出場を希望するが、4足歩行のコビトカバでは常に「手をついた」事になってしまう為、却下された。しかし根性で2足歩行が可能になり、決勝戦前に奏助を負かして参加を果たし、見事に勝利した。
クラシカロイドの研究所にいたときからワーグナーと行動しているが「音羽博士に人間の姿にしてもらう」為に一緒にいた様子。
ワーグナーと対面するためにアルケー社ビルに訪れていた響吾・日芽歌夫妻がワーグナーの暴走により閉じ込められていたのをシューベルトやモツとともに発見。長年の疑問であった「なぜ人間ではなくカバとして生まれたのか？」を問いただした結果「ハッシー以外にもペットを増やそうと思い、個人的に好きだったコビトカバを作った。目覚めさせるために聞かせていた音楽がたまたまドヴォルザークであり、カバのクラシカロイドが生まれるとは思わなかった」という返答にショックを受けつつも音羽館に戻ったら人間にするという約束を取り付けた。
第2期最終話（25話）で念願の人間体への記憶の移植が行われかけるも、その直前に鉄道会社よりPRマスコットのオファー（普段からハママツ市の鉄道スポットを巡っていた為）を受けて舞い上がり、人間になりたかったことなど完全に忘れて旅立って行った。その後、ラストシーンで再び音羽館を訪れる形で戻ってきた（PR活動中は通訳役に赤いボディにカラーリングしたパッド君をお供にしていた）。

ムジークの効果は、
- カバ型機関車で新世界（宇宙やアフリカなど）に旅立つ（「新世界から第4楽章」のムジーク）。
- カバ型機関車でそれぞれの帰るべき場所へ送り届ける（「新世界から第2楽章」のムジーク）。

### 取り巻く人物
三弦 亜紀楽（みつる あきら）
声 - 藤原夏海
バッハを崇拝し、付き従う女性。黒い髪に赤いメッシュが入っている。語尾に「〜っス」と付ける。フルネームは第1期18話で判明した。元は響吾の助手として「アルケロイド」の開発を手伝っていた。
学生時代から人工知能の開発に秀でており、「アルケドール」のデータを解析・発展させた「ミツルロイド」を作りだす。部下に「ミュージシャン志望の若者を連れて来い」と命じた結果、奏助が来てしまったが、「音羽館の住人」という好都合から奏助が文化祭で作った曲を聴かせ音羽館に送り込むも暴走し、騒動を巻き起こした。
実はバッハの目指す「新しい世界」を正しく理解しておらず、バッハに心酔するあまり「バッハの曲だけが響き、誰もがバッハを崇拝する世界」こそが「新しい世界」だと曲解し、オクトヴァで大事件を起こしてしまう。バッハのムジークで機能が停止し回収され、改良が加えられた「ミツルロイド改」でバッハ以外の７人のクラシカロイドの代わりとしてオクトヴァを起動し、全人類をバッハ化させようとしたが、バッハ自身にオクトヴァを破壊されて失敗。ミツルロイド改もオクトヴァを破壊しにきたベトとモツに全て倒され、計画が完全に破綻した後にバッハから「お前は何も分かっていない」とデコピンを食らった。全ての騒動が収束した後は改心し、チャイコとバダの2人が活動するアイドルユニット「クラスキークラスキー」の優秀な付き人（マネージャー）となり、ライブの様子を満足気に舞台袖から見ている。
第2期でも引き続きマネージャーをしている。第1期に比べると冷静になり、チャイコ達に嫌味を言ったり独断で暴走する事も無くなった。響吾の助手としてクラシカロイドの開発にかかわっていた関係か、チャイコ・バダとともに変装したワーグナーを見て「どこかで見たような気がする」と疑念を抱いていた。覚醒したムジークで強奪したバッハのムジークを使うワーグナーを前に冷静でいた。「ソルクラ」としての活動が無期限停止になったチャイコとバダの代わりに「八音として不適格」と切り捨てたワーグナーにマネージャーとしてつき従うことになってしまう。
ワーグナーの我儘に辟易しながらも「アルケー社の業務」として粛々とマネージャー業務を行う一方、ワーグナーに気づかれぬよう水面下でバッハと連絡を取りあい、チャイコ・バダの2人にクラクラの新曲を渡した。バッハがアルケー社に帰還するのを信じ、マネージャー業のストレスの発散として以前に作り上げたミツルロイドをベースに新たに「ミツルロイドMk-Ⅲ・バッハカスタム」を制作。アルケー社ビルのロビーで警備員に止められている3人をワーグナーの下へ向う後押しした。
バッハに対しては憧れや羨望・尊敬だけでなく恋愛感情を抱いているような描写も見受けられる。
三弦 亜遊夢（みつる あゆむ）
声 - 坂泰斗
第2期から登場。 亜紀楽がクラクラのマネージャーになった後に新たにバッハの側近になった男性で、亜紀楽の弟。髪に青いメッシュが入っており、青いメガネをかけ亜紀楽と同様、語尾に「～ッス」が付く。
バッハがワーグナーによって追い出された後もアルケー社に勤務しており、響吾、日芽歌と一緒に帰還したバッハを目撃し、亜紀楽にそのことを告げる役割を果たした。
海月（うづき）
声 - 日笠陽子
歌苗と同じクラスの高校一年生の友人。水泳部員。
品行方正を絵にかいたかのような性格。第1期では最後までそのキャラを崩す事は無かったが、第2期3話では合コンの幹事への異様な拘りから、それまでとは打って変わって弾けた一面を見せた。王様ゲームで不正を働いたモツに対して厳しい態度をとり、自ら幹事を買って出た。しかし最終的にはリスト達を連れて戻って来たモツやベトに合コンは台無しにされた。この際に出会ったワーグナーに好意を寄せており、ワーグナーがアイドルデビューをしてからは、彼の大ファンになっている。
ワーグナーが怒りやショックから暴走し、アルケー社をヴァルハラ城へ変貌させた異常事態の際は彼の安否を心配している。ワーグナーが音羽夫妻と共に旅立つ際には彼に「海月お姉さん」と呼ばれ、号泣しながら見送った。
友達A / 詠子（えいこ）、友達B / 美衣子（びいこ）、友達C / 椎子（しいこ）
声 ‐ 篠田みなみ（友達A / 詠子）、和多田美咲（友達B / 美衣子）、泊明日菜（友達C / 椎子）
海月と同伴する歌苗の友人たち。高校一年生、水泳部員。第2期3話で名前が判明した。詠子は小柄でツインテール、美衣子は背が高いボブカット、椎子は後ろ髪を結った少女。歌苗の誕生日パーティーでモツのムジークを見てから、3人ともモツの大ファンになった（自称「モツ様親衛隊」）。第1期19話では、モツと共に呪いの黒鳥に連れ去られてしまう（ベトからは「ふしだらな存在」と言われていた）。勝手に音羽館に遊びに来ていることがある。理栖斗とワーグナーのファンでもある。
キング
声 - 子安武人
第1期第5話に登場。歌苗に電話で「大事なものを返していただきたい」と伝えた黒服の男。その正体はチャイコのムジークの力で人間の姿になった、彼女のペットのネズミ。「大事なもの」とはクラシカロイドの事なのだが、歌苗には借金の催促と捉えられてしまった。無数の黒服（同じくネズミが変化したもの）を率いて音羽館を襲撃するも、ベトのムジークで召喚されたコウテイペンギン達の返り討ちに遭い、元のネズミに戻って逃げ出した。
名前のモデルは「くるみ割り人形」に出てくるネズミの王様から。名前通り「王」を自称していたが、王を統べる「皇帝」には敵わなかった。
モツの母（ママン）
声 - 井上喜久子
第1期第7話に登場。モツが眠っていた時に見た幼少の頃の夢に登場。彼同様下ネタ系の面白い行動が大好きで、幼いモツとオナラをする真似をし合って喜んでいた。モツが若き日にママンと死別した際の哀しみの記憶が、後述する子鹿への過度な保護行動をとらせた。
子鹿
第1期第7話に登場。モーツァルトが遊びに出かけた山で見かけた、親と死別したシカの子。モツは子鹿を守ろうと、山に入り込んだ人々を脅かして近寄らないようにしていた（この行為が誤解を呼び、「ナゾの珍獣“ ハマゴン ”」のウワサがハママツ市民の間に伝播する）。その後、落雷の衝撃で倒れたことが、モツが子鹿が死んだとショックを受けて「レクイエム」のムジークを発動させるキッカケとなる。しかし実は気絶しただけで、ムジーク演奏終了後には意識を取り戻し、モツを踏みつけて元気に森の中へ帰っていった。
ジョリー
声 - 水瀬いのり
第1期第10話に登場。三弦が作り出したバーチャルアイドル制作アプリ「アルケドール」にショパンのムジークによって疑似人格と知性が芽生えて生まれた「バーチャルクラシカロイド」。当初はショパンと親身に接していたが、徐々にショパンの曲と自分の歌声で生まれた曲を勝手に動画サイトの投稿したり、バーチャルアイドルとして勝手な行動をとる。しかしその真意は自分がトップアイドルになる事でショパンの曲を皆に認めさせる為だった。その結果、三弦に回収・解析されそうになるが、ショパンのムジークに妨害される。しかし、パッド君によればジョリー自身は「アルケドール」に「ムジーク」というウイルスに感染したようなものである為、ショパンのムジークによる「除去」は消滅を意味していた。それでも誰かも分からない相手の物になるよりもショパンの手で消させられる事を選び、彼のムジークで消滅した。
その後、ショパンは新たに「ジョリー2」というアルケドールを作成（ただし、こちらはムジークを使っていないため疑似人格や知性はなく、デザインも落書きのようなもの）。また、第1期25話にもわずかながらに段ボールと一緒に「ジョリー2」が登場している。
名前のモデルはジョルジュ・サンドから。彼女の消滅後、ショパンは「また君を失った…」と言った（史実でもショパンはサンドと別れている）。
ロットバルト
声 - 櫻井孝宏
第1期第19話、第2期16話に登場。チャイコのムジークによって音羽館に出現した巨大なハシビロコウで自称「悪魔の鳥」。歌苗達を「恋をすると終わりを迎える世界」に閉じ込めた。見た目はハッシーをそのまま巨大化させたもので、音羽館の住人達からは「ハッシーだよね？」と疑われ「ロットバルト…だよ」と狼狽気味に受け答えたが、歌苗達には完全にハッシーだと認識されていた（実際にハッシーだったのかは明確にされていないが、少なくとも本来のハッシーはムジーク発動中に一切姿を見せていない）。
なお、ロットバルトとは「白鳥の湖」に出てくる悪魔であり、オデット姫にそっくりな偽物を生み出して王子と結婚させるよう画策する。公演の脚本次第では王子に倒される。チャイコが発動させた「白鳥の湖」は実はこのハッピーエンドの脚本に基いたものであり、恋をした者が迎える「終わり」とは死ではなくムジークからの解放だった。
三原 まり（みはら まり）
声 - 本渡楓
第2期第8話に登場。モツが街で出会った7歳の女の子。母親（声 - 中原麻衣）がいる。ハママツのマスコットキャラクター「ギョウナくん」が大好きで、同級生の女の子からもらったキーホルダーを大事にしている。「大きくなったら結婚しよう」というモツの約束を受け入れ、急遽音羽館に転がり込み、花嫁修業と称して家事ができるようになろうと努力していた。
実はハママツから違う街へ引っ越すことが決まっており、父の仕事の都合で繰り返される転校への嫌気から、ハママツに留まろうとしていた。しかしモツがムジークで結婚式を実現し、音羽館の住人達に祝福された事で引っ越しを受け入れ、モツと再会を約束して去って行った。
名前のモデルはマリー・アントワネットから。史実ではモーツァルトはシェーンブルン宮殿にて幼き日のマリー・アントワネットに「大きくなったら僕のお嫁さんにしてあげる」と言ったという逸話があり、モツ自身もマリーとまりの姿を重ねているところがあった。
葵 理栖斗（あおい りすと）
声 - 中村悠一
第2期第10話に登場。ハママツ駅前のデパートに「リストピアノ教室」を開いた長髪のイケメンピアニスト。その甘いマスクや言動から、見学や体験教室にきた女性客やチャイコとバダを虜にしていた。そのことを知ったリストは「自分の名前が勝手に使われている」と憤慨しピアノの弾き語り対決を申し込むも日頃の練習不足から惨敗。そもそも理栖斗の名前は本名であり、フランツ・リストの名を騙った訳ではなかった。
しかしリストが嘗ての「社交界の華」と持て囃されていた自身と今の理栖斗の姿を重ねた事で再戦を挑まれ、ワーグナーの差し金により理栖斗ファンクラブの女性客が大半を占める中で再び弾き語り対決に持ち込まれる。筋トレやピアノの特訓を重ねたリストに実質的な敗北を喫すると、お金と女性にモテたいがためにピアノ教室を開いていた本性を露わにする。勝負自体はリストが鍵盤を破壊してしまった（史実でもそのような逸話がある）為に最後まで演奏できなかったことで敗北宣言をされるが、直後にリストのムジークでモテたい・お金が欲しいという煩悩（鐘）を打ち砕かれ、丸坊主になってしまう。しかしリストに手を差し伸べられた事で改心。その後、ピアノ教室はリストと理栖斗の2人が共同で運営をしており、教室名も「フランツ・リストピアノ教室」に変わった。
相田（あいだ）、舞原（まいはら）、モコ
声 - 村田太志（相田）、木村昴（舞原）、赤﨑千夏（モコ）
第2期第21話に登場。歌苗や奏助と同じ高校に通う、漫画研究会の生徒たち。相田は特撮ヒーローが好きな男子、舞原はプロレスが好きな男子、モコは古風な口調が特徴的な歴女。3人とも自分の趣味を周りの人に理解してもらえずに悩んでいたが、ショパンが自身と音羽館の住人たちをモデルにして描いたネット漫画「フレディ・マジョルカの優雅な憂鬱」（通称・フレマジョ）を読んでショパンのファンになり、彼を「フレフラ先生」と呼び、英雄として称えた。ショパンとは意気投合したが、漫画の聖地巡礼として音羽館を訪れた時にショパンの本性を知ったことで失望してしまう。しかし、ショパンのムジークによって憧れの姿に変身したことで希望を取り戻し、再びショパンを慕うようになった。その後、漫画雑誌「月刊EYE・MY・MOCO」を自作し始めた。

## 用語
クラシカロイド
この作品に登場するナゾの存在。元々はアルケー社が開発していたが起動に至らずプロジェクトが滞っていた「アルケロイド」が基で、そこに参画した響吾曰く、「何か適当に混ぜたら出来ちゃった」との事。
全員にクラシック音楽の偉人と同じ名前が与えられており、史実の楽聖の記憶も保持しているが、その理由は明らかにされていない。作中では楽聖の「生まれ変わり」「コピー」などとも表される。
本作第1期監督・藤田陽一によると、そのキャラクターは、ベートーヴェンの「頑固で凝り性」、モーツァルトの「いたずらや下ネタが好き」など、「（楽聖たちの）才能以外の“アレ”な所」をモチーフにデザインされている。また、クラシカロイド達はムジークという特殊能力を持っている。
肉体的には人間と大差ないが、一部のムジークを無効化したり、稀に人間離れした身体能力を見せる事もある。また、焼きみかんの皮を食べる事で、頭部が巨大なみかんに顔を描いたようなものになる等、異形の怪物と化してしまうと言ったような、人間とは異なる存在である事を示す性質もある。パッド君によれば、それはクラシカロイド特有の新陳代謝機能であるらしく、一晩で元の姿に戻る。
第1期ではベト達8人のクラシカロイドが登場。第2期ではワーグナーとドヴォルザークが新たなクラシカロイドとして加わった。
基本的には人間の姿だが、第2期から登場するドヴォルザークはなぜかコビトカバの姿になっている。これについては藤田監督が、「このアニメにはコビトカバが足りない」と後に述べている。
ドヴォルザークは元々、ハッシー以外のペットが欲しいと思った響吾が個人的に好きだったコビトカバをペットにしようと生み出したものである。しかし、目覚めさせるためにドヴォルザークの曲を聴かせていた結果、カバのクラシカロイドとして覚醒してしまったのであった。
アルファベットでは「Classica Loid」。
ムジーク
クラシカロイドが持っている特殊能力。有名な作曲家の曲を大胆にアレンジして劇中曲として流している。クラシカロイド達は何らかのきっかけで「思い出す」ことでムジークを披露する。ムジークは、ドイツ語で音楽という意味の単語である（Musik）。
それぞれ違った能力があり、特殊空間を生み出したり人や物を変身させるなど、その場面にあった能力となっている。しかしその様子を撮影しても人や物が変身した姿や出現した存在は映らず、何の変化も無い風景とその場にいる人物だけが録画される。そのため、当初は催眠術のようなものとも見られていた。しかし以降になると不作の茶畑を活性化させる、本当に肉体を変質させる、空間を移動するなど、現実に直接作用する能力も増えていった。中には特殊効果が殆ど無く、演奏目的で使用される能力もある。
強大な力ゆえに、演奏者であるクラシカロイド自身が制御出来なければ暴走する危険性があり、また、強過ぎる感情によって本人の意思とは無関係にムジークが発動してしまうこともある。
アルケー社
グローバルな音楽企業。そこから派生したアイドルの芸能プロデュースや様々な研究開発も手掛けている。現在はバッハが経営者たちを従え、事実上のトップの座に就いている。
何故、アルケー社が「アルケロイド」を開発していたのかは語られていない。
音羽館（おとわかん）
歌苗が大家をしている実家で、洋風の大きな古い建物。1階のフロアには巨大な機械仕掛けのパイプオルガンが設置されている。裏には地下の厨房へと続く隠し階段があった(後にハッシーによって爆発破壊される)。
音羽家は祖母の代まで一財産を持つ良家だったが、歌苗の父親・響吾がとんでもない研究で借金を作りまくり、この館以外ほとんどの遺産を使い果たしてしまった。
第1話時点で権利がアルケー社に移っており、唐突に取り壊しが通告されたが、ベトのムジークが発動して、取り壊されずに済んだ。第6話でも三弦の差し金で取り壊されそうになるが、再びムジークの発動により頓挫。
現在は頼みもしないのにクラシカロイドが続々とやってきて住むようになっている。
ハママツ市
本作の舞台となる地方都市。音楽企業アルケー社を構え、音楽による町興しを掲げている。現実の浜松市と同様、餃子や鰻が名産品であり、ハママツ祭では凧祭りも行われている。マスコットキャラクターは名物の餃子と鰻を組み合わせたゆるキャラの「ギョウナくん」。
CLASKEY：KLASKY（クラスキークラスキー）
アルケー社所属のアイドルユニット。通称「クラクラ」。メンバーはチャイコとバダで、バッハがプロデューサーを務める。
デビュー以来、地方のロケや着ぐるみショーなどをもこなす気取らない仕事選びで注目を集め、現在では大人気アイドルとして名を轟かせている。しかしメンバーの不仲もよく囁かれるほどで、解散の危機に陥る事も珍しくない。チャイコのムジークの件で仲直りした後もステージ上でお構いなしに喧嘩したが、それが却って新たなファン層を獲得し、キレ芸を主体とするお笑い芸人としても活動の場を広げた。ただし、バッハは納得していない。
結成の本来の目的は、八音計画の準備段階として「今の世を知り、音楽の聴き手である人々を知る」事だった。
SALTY：KLASLY（ソルティークラスキー）
新たにプロデューサーになったWATARU（ワーグナー）によって打ち出されたクラクラの新路線。通称「ソルクラ」。名前通りの塩対応と上から目線を主体としたクール路線であり、従来のクラクラとはまるで異なる方向性となっている。あまりに急激な路線変更とワーグナーの高圧的な態度に当初はチャイコとバダは反発したが、実際のライブは大盛況だった。しかし本来の自分達と違い過ぎるキャラ作りのため、2人の精神的負担も大きかった。
デビュー曲「ソルティソルティ」の歌詞に「革命の前夜祭」とあるように、ワーグナーにとっては自分をアイドルとして売り出すための踏み台に過ぎず、WAGNERのデビューと同時に無期限活動停止を宣告された。前述のイメージ戦略についてもライブ当時こそ好評だったもののソルクラ活動停止後は悪印象にしかならず、クラクラ活動再開時も当初は周囲から白い目で見られる結果になってしまっていた。
漆黒のハーモニー
ベトが追い求めて止まない「究極のギョーザー」で、中が黒く、ほんのりと甘いらしい。
当初、ベトはその黒さを焦げと勘違いしており、ひたすら豪火で焼いていたため単なる消し炭と化していたが、リストの指摘で元々の食材が黒かった事に気付く。後にふとしたキッカケで、ベトとモツが過去にある人物から食べさせてもらっていた餃子を再現しようとしていた事が判明。歌苗はその隠し味に使っていたものから、その人物が響吾である事、子供の頃の思い出の味であることを思い出した。その正体は味噌饅頭の味噌餡を餃子の具にしたもので、餃子と言うよりはほぼ味噌饅頭である。
女子会
リストが主催した女子限定のイベント。参加者はリスト、歌苗、チャイコ、バダの女子4人だが、最終的に奏助も参加した。
当初はスイーツバイキングやジャグジーなどを回りつつも、チャイコとバダの立場の関係で険悪な雰囲気が続いたが、カラオケで歌苗が2人と意気投合してからは一気に和やかなムードに。そのままアルケー社が所有する客船を借り切った船上パーティを開くほど盛り上がる。しかし（歌苗以外が）飲酒しはじめた頃から脱線、リストが発動したムジークの効果も相まって本音ぶっちゃけ大会と化し、クラクラの両名（特にチャイコ）は思わず上司のバッハに対しての本音連発してしまった。その後、チャイコとバダは激しい後悔と恐怖に苛まれたが、バッハからお咎めは無くうやむやになった。
八音（はちおん）
第1期でバッハや三弦の会話で時折りにてくる用語。作中ではベトを初めとする8人のクラシカロイド達の事を指している。バッハはハママツ市の山中に建設した八音増幅装置「オクトヴァ」とムジークを完璧に制御できるようになった8人のクラシカロイドを使って、世界を自身が思い描く「新しい世界」に変えようとしていた。
元は儒教音楽で使われる八種類の楽器を指す。
ギョウナくん
ハママツ市のゆるキャラ。
餃子と鰻を組み合わせたマスコットキャラクターで、白い餃子のような頭に赤い小さな垂れ目、うなぎの胴体に蝶ネクタイをつけている。着ぐるみになると直立歩行になる。着ぐるみの中にはバッハが入っていた事もある。
水筒、イヤホンジャック、マグカップなど様々なグッズが存在する。
第二期15話では、映画館に「大怪獣ギョウナくん」というポスターが貼られている。

## スタッフ
- 監督 - 藤田陽一（第1シリーズ）、馬引圭（第2シリーズ）
- ストーリー監修 - 藤田陽一（第2シリーズ）
- シリーズ構成 - 榊一郎（第1シリーズ）、土屋理敬
- キャラクター原案 - 土林誠
- キャラクターデザイン - 橋本誠一、山本美佳（第2シリーズ）
- コンセプトデザイン - 枝松聖（プロップ）、田中俊成（美術）、ホッチカズヒロ（ムジークイメージボード）、山下明彦（イメージボード）、髙橋飴（ムジーク衣装）、内古閑智之（キービジュアル）、三沢伸[4]
- 美術監督 - 大山裕之、甲斐政俊（第1シリーズ）、吉田ひとみ（第2シリーズ）
- 色彩設計 - 中山久美子
- 撮影監督 - 千葉洋之
- 編集 - 坂本久美子
- 音響監督 - 明田川仁 （マジックカプセル）
- 音楽 - 浜渦正志
- 音楽プロデューサー - 黒田学
- 音楽制作 - サンライズ音楽出版
- プロデューサー - 生地俊祐
- アニメーションプロデューサー - 富川清晴（第1シリーズ）、關山晃弘（第2シリーズ）
- 制作統括 - 米村裕子、野島正宏、尾崎雅之
- アニメーション制作 - サンライズ（第1シリーズ）
- アニメーション制作協力 - マジックバス（各話制作協力）、C2C（各話制作協力）、エー・ライン（各話制作協力）、ブリッジ（各話制作協力）
- 制作 - NHKエンタープライズ
- 制作・著作 - NHK、BNピクチャーズ

## 音楽

### オープニングテーマ
「ClassicaLoid 〜クラシカロイドのテーマ〜」（1期全話、2期第2話 - 第25話）
作曲・編曲 - 布袋寅泰、スティーヴ・リプソン

### 挿入歌（ムジーク） / エンディングテーマ

#### 第1シリーズ
※曲名のリンク先はムジークの原曲。
「情熱について語るべき2、3の真実 〜田園より〜」（第1話）
作詞 - 森雪之丞 / 作曲 - ルートヴィヒ・ヴァン・ベートーヴェン / 編曲 - 布袋寅泰 / 歌 - ハセガワダイスケ
「アイネクライネ・夜のムジーク」（第2話）
作詞・編曲 - tofubeats / 作曲 - ヴォルフガング・アマデウス・モーツァルト / 歌 - 星咲花那
「愛の矢の夢」（第3話）
作詞 - 麻倉真琴 / 作曲 - フランツ・リスト / 編曲 - 浅倉大介 / 歌 - 石田燿子
「子守唄」（第4話）
作曲 - フランツ・シューベルト
「皇帝の美学」（第5話）
作詞 - 森雪之丞 / 作曲 - ルードヴィヒ・ヴァン・ベートーヴェン / 編曲 - 布袋寅泰 / 歌 - 竹内將人
「やってらんない気分」（第6話）
作詞・作曲 - つんく / 編曲 - 平田祥一郎 / 歌 - CLASKEY:KLASKY（矢田喜多 & 佐藤栞）
「炎のレクイエム」（第7話）
作詞・編曲 - tofubeats / 作曲 - ヴォルフガング・アマデウス・モーツァルト / 歌 - 松岡ななせ
「Fool Love Rhapsody 〜ハンガリー狂詩曲より〜」（第8話）
作詞 - 麻倉真琴 / 作曲 - フランツ・リスト / 編曲 - 浅倉大介 / 歌 - 米倉千尋
「六弦の怪物 〜クロイツェルより〜」（第9話）
作詞 - 森雪之丞 / 作曲 - ルートヴィヒ・ヴァン・ベートーヴェン / 編曲 - 布袋寅泰 / 歌 - 浦井健治
「夜半の月 〜幻想即興曲より〜」（第10話）
作詞・編曲 - EHAMIC / 作曲 - フレデリック・ショパン
「SHALALA 悩んでても解決せん 〜くるみ割り人形より〜」（第11話）
作詞 - つんく / 作曲 - ピョートル・チャイコフスキー / 編曲 - つんく♂クラシカロイド楽団 with 大久保薫 / 歌 - 久岡めるも、堀内華央理、久保田玲子 & 一丁目混声合唱団
「How to Win! 〜トッカータとフーガより〜」（第12話）
作詞 - つんく / 作曲 - ヨハン・セバスティアン・バッハ / 編曲 - つんく♂クラシカロイド楽団 with 鈴木俊介 / 歌 - 楠木勇有行
「ます」（第13話）
作曲 - フランツ・シューベルト
「嗚呼 えんどれすどりぃむ 〜乙女の祈りより〜」（第14話）
作詞 - つんく / 作曲 - テクラ・バダジェフスカ / 編曲 - つんく♂クラシカロイド楽団 with 溝口雅大 / 歌 - 小湊美和
「ぼくは奏助」（第15話）※ 曲名変更により「ぼくフツウ」に改められ、第2シリーズでは変更後のタイトルで使用されている
作詞 - 松原秀 / 作曲・編曲 - 浜渦正志 / 歌 - 神楽奏助（島﨑信長）
「4.A.M. Nocturne」（第16話）
作詞・編曲 - EHAMIC / 作曲 - フレデリック・ショパン
「みかんゾンビマーチ 〜トルコ行進曲より〜」（第17話）
作詞・編曲 - tofubeats / 作曲 - ヴォルフガング・アマデウス・モーツァルト / 歌 - 天月-あまつき-
「魔力のアリア」（第18話）
作詞 - つんく / 作曲 - ヨハン・セバスティアン・バッハ / 編曲 - つんく♂クラシカロイド楽団 with 大久保薫 / 歌 - 大橋ヒカル / ラップ - U.M.E.D.Y.
「白鳥ROCK 〜白鳥の湖より〜」（第19話）
作詞 - つんく / 作曲 - ピョートル・チャイコフスキー / 編曲 - つんく♂クラシカロイド楽団 with 平田祥一郎 / 歌 - 針尾ありさ
「疾風怒濤 〜交響曲第25番より〜」（第20話）
作詞・編曲 - tofubeats / 作曲 - ヴォルフガング・アマデウス・モーツァルト / 歌 - 中川晃教
「シューベルトの魔王道」（第21話）
作詞 - 丸省 / 作曲 - フランツ・シューベルト / 編曲 - アボカズヒロ / 歌 - シューベルト（前野智昭）
「豊穣の夢 〜エリーゼのためにより〜」（第22話）
作詞 - 森雪之丞 / 作曲 - ルートヴィヒ・ヴァン・ベートーヴェン / 編曲 - 布袋寅泰 / 歌 - 田中彩子
「Funk稲妻っ! 〜無伴奏チェロ組曲より〜」（第23話）
作詞 - つんく / 作曲 - ヨハン・セバスティアン・バッハ / 編曲 - つんく♂クラシカロイド楽団 with 鈴木俊介 / 歌 - 楠木勇有行、Emyli、Alisa K
「すべては愛から 〜ブランデンブルク協奏曲より〜」（第24話、第25話）
作詞 - つんく / 作曲 - ヨハン・セバスティアン・バッハ / 編曲 - つんく♂クラシカロイド楽団 with 鈴木俊介 / 歌 - あゆべえ、針尾ありさ、久岡めるも & つんく♂クラシカロイド混声合唱団

#### 第2シリーズ
「出発進行!!伝説へ 〜新世界から第4楽章より〜」（第1話）
作詞・歌 - みく / 作曲 - アントニン・ドヴォルザーク / 編曲 - 千聖
「無敵のソナタ 〜交響曲第7番より〜」（第2話）
作詞 - 高橋久美子 / 作曲 - ルードヴィヒ・ヴァン・ベートーヴェン / 編曲 - 布袋寅泰 / 歌 - 西川貴教
「ラブゲーム大作戦 〜フィガロの結婚より〜」（第3話）
作詞・編曲 - tofubeats / 作曲 - ヴォルフガング・アマデウス・モーツァルト / 歌 - 遠藤瑠香、藤城リエ
「小犬のカーニバル 〜小犬のワルツより〜」（第4話）
作詞・編曲 - EHAMIC / 作曲 - フレデリック・ショパン
「Life is beautiful 〜ザ・グレートより〜」（第5話）
作詞 - IMMI / 作曲 - フランツ・シューベルト / 編曲 - A-bee / 歌 - シューベルト（前野智昭）
「How to Win! 〜トッカータとフーガより〜」（第6話）
作詞 - つんく / 作曲 - ヨハン・ゼバスティアン・バッハ / 編曲 - つんく♂クラシカロイド楽団 with 鈴木俊介 / 歌 - 楠木勇有行
「愛の矢の夢」（第7話）
作詞 - 麻倉真琴 / 作曲 - フランツ・リスト / 編曲 - 浅倉大介 / 歌 - 石田燿子
「アイネクライネ・夜のムジーク」（第8話）
作詞・編曲 - tofubeats / 作曲 - ヴォルフガング・アマデウス・モーツァルト / 歌 - 星咲花那
「Song for the moon 〜月光より〜」（第9話）
作詞・歌 - ジャスミン・ロジャース / 作曲 - ルートヴィヒ・ヴァン・ベートーヴェン / 編曲 - 布袋寅泰
「愛の鐘 〜ラ・カンパネラより〜」（第10話）
作詞 - 麻倉真琴 / 作曲 - フランツ・リスト / 編曲 - 浅倉大介 / 歌 - 貴水博之
「ソルティソルティ」（第11話）
作詞・作曲・編曲 - 蔦谷好位置 / 歌 - CLASKEY:KLASKY（矢田喜多 & 月元しょうこ）
「make the revolution 〜ワルキューレの騎行より〜」（第12話）
作詞・編曲 - 蔦谷好位置 / 作曲 - リヒャルト・ワーグナー / 歌 - ワーグナー（松岡禎丞）
「大宇宙音楽賛歌No.9 〜交響曲第9番より〜」（第13話）
作詞 - 森雪之丞 / 作曲 - ルートヴィヒ・ヴァン・ベートーヴェン / 編曲 - 布袋寅泰 / 歌 - 岸祐二
「GOING SWEET HOME 〜新世界から第2楽章より〜」（第14話、第20話）
作詞・歌 - 将 / 作曲 - アントニン・ドヴォルザーク / 編曲 - 千聖
「豊穣の夢 〜エリーゼのためにより〜」（第15話）
作詞 - 森雪之丞 / 作曲 - ルートヴィヒ・ヴァン・ベートーヴェン / 編曲 - 布袋寅泰 / 歌 - 田中彩子
「情熱について語るべき2、3の真実 〜田園より〜」（第16話）
作詞 - 森雪之丞 / 作曲 - ルートヴィヒ・ヴァン・ベートーヴェン / 編曲 - 布袋寅泰 / 歌 - ハセガワダイスケ
「Mephisto Sheriff 〜メフィスト・ワルツより〜」（第17話）
作詞 - 麻倉真琴 / 作曲 - フランツ・リスト / 編曲 - 浅倉大介 / 歌 - 玉置成実
「革命賛歌 〜ニュルンベルクのマイスタージンガーより〜」　(第18話)
作詞・編曲 - 蔦谷好位置 / 作曲 - リヒャルト・ワーグナー / 歌 - 高津戸信幸
「HAVE A NICE DAY! 〜オーボエ協奏曲より〜」（第19話）
作詞・編曲・歌 - tofubeats / 作曲 - ヴォルフガング・アマデウス・モーツァルト
「ジャパニメーション英雄ポロネーズ」（第21話）
作詞・編曲 - EHAMIC / 作曲 - フレデリック・ショパン
「愛だけがすべてじゃない！」（第22話）
作詞・作曲 - つんく / 編曲 - 鈴木俊介 / 歌 - CLASKEY:KLASKY（矢田喜多 & 月元しょうこ）
「闇を切り裂く光 〜ジークフリートの葬送行進曲より〜」（第23話）
作詞・編曲 - 蔦谷好位置 / 作曲 - リヒャルト・ワーグナー / 歌 - Naumi
「運命、崩れ落ちる。 〜交響曲第5番より〜」（第24話）
作詞 - 森雪之丞 / 作曲 - ルートヴィヒ・ヴァン・ベートーヴェン / 編曲 - 布袋寅泰 / 歌 - 橋本さとし

### 挿入歌

#### 第1シリーズ
「やってらんない気分」（第2話、第6話）
作詞・作曲 - つんく / 編曲 - 平田祥一郎 / 歌 - CLASKEY:KLASKY（矢田喜多 & 佐藤栞）
「4.A.M. Nocturne」（第3話）
作詞・編曲 - EHAMIC / 作曲 - フレデリック・ショパン
「SHALALA 悩んでても解決せん 〜くるみ割り人形より〜」（第5話）
作詞 - つんく / 作曲 - ピョートル・チャイコフスキー / 編曲 - つんく♂クラシカロイド楽団 with 大久保薫 / 歌 - 久岡めるも、堀内華央理、久保田玲子 & 一丁目混声合唱団
「Koe」（第9話）
作詞 - リディ・ハドソン、加藤哉子 / 作曲 - リディ・ハドソン / 編曲 - 山本英武 / 歌 - リディ・ハドソン
「恋はジョリジョリ 〜華麗なる大円舞曲より〜」（第10話）
作詞・編曲 - EHAMIC / 作曲 - フレデリック・ショパン
「情熱について語るべき2、3の真実 〜田園より〜」（第16話）
作詞 - 森雪之丞 / 作曲 - ルードヴィヒ・ヴァン・ベートーヴェン / 編曲 - 布袋寅泰
「世界はMUSIC!!! 〜魔笛より〜」（第25話）
作詞・編曲 - tofubeats / 作曲 - ヴォルフガング・アマデウス・モーツァルト / 歌 - 上花楓裏
「大宇宙音楽賛歌No.9 〜交響曲第9番より〜」（第25話）
作詞 - 森雪之丞 / 作曲 - ルートヴィヒ・ヴァン・ベートーヴェン / 編曲 - 布袋寅泰 / 歌 - 岸祐二

#### 第2シリーズ
「情熱について語るべき2、3の真実 〜田園より〜」（第1話、第7話）
作曲 - ルードヴィヒ・ヴァン・ベートーヴェン / 編曲 - 布袋寅泰
「皇帝の美学」（第5話、第17話）
作詞 - 森雪之丞 / 作曲 - ルードヴィヒ・ヴァン・ベートーヴェン / 編曲 - 布袋寅泰 / 歌 - 竹内將人
「みかんゾンビマーチ 〜トルコ行進曲より〜」（第7話）
作曲 - ヴォルフガング・アマデウス・モーツァルト / 編曲 - tofubeats
「Life is beautiful 〜ザ・グレートより〜」（第7話、第13話）
作詞 - IMMI / 作曲 - フランツ・シューベルト / 編曲 - A-bee / 歌 - シューベルト（前野智昭）
「雨だれと憂事」（第9話）
作詞・編曲 - EHAMIC / 作曲 - フレデリック・ショパン
「ソルティソルティ」（第12話）
作詞・作曲・編曲 - 蔦谷好位置 / 歌 - CLASKEY:KLASKY（矢田喜多 & 月元しょうこ）
「魔力のアリア」（第12話）
作詞 - つんく / 作曲 - ヨハン・セバスティアン・バッハ / 編曲 - つんく♂クラシカロイド楽団 with 大久保薫 / 歌 - 大橋ヒカル / ラップ - U.M.E.D.Y.
「How to Win! 〜トッカータとフーガより〜」（第12話、第23話）
作詞 - つんく / 作曲 - ヨハン・セバスティアン・バッハ / 編曲 - つんく♂クラシカロイド楽団 with 鈴木俊介
「Funk稲妻っ! 〜無伴奏チェロ組曲より〜」（第12話、第23話）
作詞 - つんく / 作曲 - ヨハン・セバスティアン・バッハ / 編曲 - つんく♂クラシカロイド楽団 with 鈴木俊介
「ぼくフツウ」（第13話）※ 第1シリーズ挿入歌「ぼくは奏助」と同曲（タイトル変更）
作詞 - 松原秀 / 作曲・編曲 - 浜渦正志 / 歌 - 神楽奏助（島﨑信長）
「愛の鐘 〜ラ・カンパネラより〜」（第13話、第17話）
作詞 - 麻倉真琴 / 作曲 - フランツ・リスト / 編曲 - 浅倉大介 / 歌 - 貴水博之
「小犬のカーニバル 〜小犬のワルツより〜」（第13話、第17話）
作詞・編曲 - EHAMIC / 作曲 - フレデリック・ショパン
「SHALALA 悩んでても解決せん 〜くるみ割り人形より〜」（第13話、第17話）
作詞 - つんく / 作曲 - ピョートル・チャイコフスキー / 編曲 - つんく♂クラシカロイド楽団 with 大久保薫 / 歌 - 久岡めるも、堀内華央理、久保田玲子 & The一丁目混声合唱団
「白鳥ROCK 〜白鳥の湖より〜」（第13話、第16話）
作詞 - つんく / 作曲 - ピョートル・チャイコフスキー / 編曲 - つんく♂クラシカロイド楽団 with 平田祥一郎 / 歌 - 針尾ありさ
「嗚呼 えんどれすどりぃむ 〜乙女の祈りより〜」（第13話、第17話）
作詞 - つんく / 作曲 - テクラ・バダジェフスカ / 編曲 - つんく♂クラシカロイド楽団 with 溝口雅大 / 歌 - 小湊美和
「無敵のソナタ 〜交響曲第7番より〜」（第13話）
作詞 - 高橋久美子 / 作曲 - ルードヴィヒ・ヴァン・ベートーヴェン / 編曲 - 布袋寅泰 / 歌 - 西川貴教
「ラブゲーム大作戦 〜フィガロの結婚より〜」（第13話）
作詞・編曲 - tofubeats / 作曲 - ヴォルフガング・アマデウス・モーツァルト / 歌 - 遠藤瑠香、藤城リエ
「make the revolution 〜ワルキューレの騎行より〜」（第13話 - 第15話、第18話、第22話）
作詞・編曲 - 蔦谷好位置 / 作曲 - リヒャルト・ワーグナー / 歌 - ワーグナー（松岡禎丞）
「出発進行!!伝説へ〜新世界から第4楽章より〜」（第13話）
作詞・歌 - みく / 作曲 - アントニン・ドヴォルザーク / 編曲 - 千聖
「炎のレクイエム」（第16話、第17話）
作詞・編曲 - tofubeats / 作曲 - ヴォルフガング・アマデウス・モーツァルト / 歌 - 松岡ななせ
「シューベルトの魔王道」（第17話）
作詞 - 丸省 / 作曲 - フランツ・シューベルト / 編曲 - アボカズヒロ / 歌 - シューベルト（前野智昭）
「Fool Love Rhapsody 〜ハンガリー狂詩曲より〜」（第17話）
作詞 - 麻倉真琴 / 作曲 - フランツ・リスト / 編曲 - 浅倉大介 / 歌 - 米倉千尋
「愛の矢の夢」（第17話）
作詞 - 麻倉真琴 / 作曲 - フランツ・リスト / 編曲 - 浅倉大介 / 歌 - 石田燿子
「恋はジョリジョリ 〜華麗なる大円舞曲より〜」（第17話）
作詞・編曲 - EHAMIC / 作曲 - フレデリック・ショパン
「革命賛歌 〜ニュルンベルクのマイスタージンガーより〜」（第22話）
作詞・編曲 - 蔦谷好位置 / 作曲 - リヒャルト・ワーグナー / 歌 - 高津戸信幸
「やってらんない気分♪」（第22話）
作詞・作曲 - つんく / 編曲 - 平田祥一郎 / 歌 - CLASKEY:KLASKY（矢田喜多 & 月元しょうこ）
「光の旅人 〜交響曲第40番より〜」（第24話）
作詞・編曲 - tofubeats / 作曲 - ヴォルフガング・アマデウス・モーツァルト / 歌 - 中川晃教
「But I still love you forever 〜マタイ受難曲より〜」（第24話）
作詞 - つんく / 作曲 - ヨハン・セバスティアン・バッハ / 編曲 - つんく♂クラシカロイド楽団 with 鈴木俊介 / 歌 - Hotzmic、Katzmic、Kitzmic
「闇を切り裂く光 〜ジークフリートの葬送行進曲より〜」（第24話）
作詞・編曲 - 蔦谷好位置 / 作曲 - リヒャルト・ワーグナー / 歌 - Naumi
「愛だけがすべてじゃない！」（第25話）
作詞・作曲 - つんく / 編曲 - 鈴木俊介 / 歌 - CLASKEY:KLASKY（矢田喜多 & 月元しょうこ）

## 各話リスト
| 話数        | サブタイトル                       | 脚本        | 絵コンテ           | 演出           | 作画監督 （総作画監督）           | 放送日         |
| 第1シリーズ | 第1シリーズ                        | 第1シリーズ | 第1シリーズ        | 第1シリーズ    | 第1シリーズ                       | 第1シリーズ    |
| ----------- | ---------------------------------- | ----------- | ------------------ | -------------- | --------------------------------- | -------------- |
| 01          | ベトとモツと音羽館                 | 榊一郎      | 藤田陽一 安彦英二  | 越田知明       | 前田清明 （橋本誠一）             | 2016年 10月8日 |
| 02          | 出せ！ムジーク                     | 松原秀      | 田中孝行           | 鈴木芳成       | 山本美佳                          | 10月15日       |
| 03          | チョッちゃんとリッちゃん           | こぐれ京    | 窪岡俊之           | 清水一伸       | 細田沙織、鈴木祥子                | 10月22日       |
| 04          | さまよえる後輩                     | 土屋理敬    | 山下明彦           | 山下明彦       | 奥田淳                            | 10月29日       |
| 05          | 漆黒のギョーザー                   | きだつよし  | 高柳哲司           | 関谷真実子     | 島村秀一                          | 11月5日        |
| 06          | 始まりのクラシカロイド             | 土屋理敬    | 河村智之           | 河村智之       | 小暮昌広                          | 11月12日       |
| 07          | やまのおう                         | 浅川美也    | 山本靖貴           | 松下周平       | 奥田淳                            | 11月19日       |
| 08          | 女子会の一日                       | こぐれ京    | 島崎奈々子         | 島崎奈々子     | 中山初絵、高橋瑞紀                | 11月26日       |
| 09          | 闇、その向こう                     | きだつよし  | 越田知明           | 越田知明       | 前田清明                          | 12月3日        |
| 10          | 愛しのジョリー                     | 土屋理敬    | 窪岡俊之           | いわもとやすお | 山田英子、下条祐未                | 12月10日       |
| 11          | せめて、家事くらい                 | 松原秀      | 山口ひかる         | 山口ひかる     | 山本美佳                          | 12月17日       |
| 12          | J・S・バッハ                       | きだつよし  | 河村智之           | 関谷真実子     | 早乙女啓、徳田夢之介 （橋本誠一） | 12月24日       |
| 13          | ます                               | 土屋理敬    | 高柳哲司           | 岡辰也         | 谷津美弥子                        | 2017年 1月7日  |
| 14          | 解散するクラクラ、デビューする歌苗 | こぐれ京    | 大橋誉志光         | 中野彰子       | 奥田淳                            | 1月14日        |
| 15          | 地獄の学園祭                       | 松原秀      | migmi              | migmi          | 藤井真澄、高橋あやこ              | 1月21日        |
| 16          | 働け！ベト モツ                    | 浅川美也    | 久行宏和           | 前屋俊宏       | 永井泰平、徳川恵梨                | 1月28日        |
| 17          | みかん！みかん！焼きみかん?!       | きだつよし  | 松下周平           | 松下周平       | 小暮昌広、米山浩平                | 2月4日         |
| 18          | ミツルロイドとギョウナくん         | 土屋理敬    | 窪岡俊之           | 清水一伸       | 仲田美歩、河野絵美                | 2月11日        |
| 19          | 恋すれば死す                       | こぐれ京    | 越田知明           | 越田知明       | 久行宏和                          | 2月18日        |
| 20          | その名はモーツァルト               | 松原秀      | 大橋誉志光         | 島崎奈々子     | 山本美佳、武本大介                | 2月25日        |
| 21          | ブレイク・スルー                   | きだつよし  | 高柳哲司           | 関谷真実子     | 前田清明、松原一之                | 3月4日         |
| 22          | ちがいのわかるおとこ               | 松原秀      | 久行宏和           | 岡辰也         | 谷津美弥子、中澤勇一              | 3月11日        |
| 23          | 八音の世界・前編                   | 土屋理敬    | 河村智之           | 河村智之       | 早乙女啓、藤井真澄                | 3月18日        |
| 24          | 八音の世界・後編                   | 土屋理敬    | 綿田慎也           | 綿田慎也       | 中野彰子、稲熊一晃                | 3月25日        |
| 25          | 宇宙からのアンコール               | こぐれ京    | 松下周平 河村智之  | 越田知明       | 奥田淳 （橋本誠一）               | 4月1日         |
| 第2シリーズ |                                    |             |                    |                |                                   |                |
| 01          | カバと弟と音羽館                   | 土屋理敬    | 馬引圭             | 馬引圭         | 稲熊一晃、小暮昌広 （橋本誠一）   | 10月7日        |
| 02          | マイリトルブラザー                 | きだつよし  | 久行宏和           | 前島健一       | 鈴木伸一                          | 10月14日       |
| 03          | ひと目会ったその日から             | こぐれ京    | 越田知明           | migmi          | 山本美佳、藤井真澄                | 10月21日       |
| 04          | フィーバー！レッツぷーぎー！       | 浅川美也    | 宮崎なぎさ         | イム ガヒ      | 早乙女啓、江森真理子              | 10月28日       |
| 05          | 偉大なる男                         | 上代務      | 成田歳法           | 岡辰也         | 野道佳代、齋藤香織                | 11月4日        |
| 06          | ハハはカニ カバはサイ              | 山田由香    | 久行宏和           | 清水明         | 鈴木伸一                          | 11月11日       |
| 07          | 歌苗、お婿さん募集中               | 土屋理敬    | 島崎奈々子         | 島崎奈々子     | 中野彰子                          | 11月18日       |
| 08          | ウソつきはモツのはじまり           | 山田由香    | 松下周平           | 松下周平       | 稲熊一晃                          | 11月25日       |
| 09          | ○のない世界                        | 上代務      | こでらかつゆき     | 土屋康郎       | 大河原晴男、萩原省智              | 12月2日        |
| 10          | リストvs.リスト 運命の鐘           | 上代務      | migmi              | migmi          | 小暮昌広、藤井真澄                | 12月9日        |
| 11          | 塩しかねんだよ                     | こぐれ京    | 宮崎なぎさ         | 熨斗谷充孝     | 鈴木伸一                          | 12月16日       |
| 12          | ワーグナーの野望                   | 土屋理敬    | 綿田慎也           | 町谷俊輔       | 早乙女啓、黒川あゆみ              | 12月23日       |
| 13          | 年忘れ！紅白ムジーク合戦           | 上代務      | こでらかつゆき     | 平沼加名       | 江森真理子                        | 12月30日       |
| 14          | 恋せよアイドル、旅せよコビトカバ   | 神山修一    | 久行宏和           | 工藤寛顕       | 原由美子、シン ミンソプ           | 2018年 1月6日  |
| 15          | どすこい音羽部屋                   | 山田由香    | 菱田正和           | 島崎奈々子     | 中野彰子、立花希望                | 1月13日        |
| 16          | 未知との再会                       | こぐれ京    | 齋藤昭裕           | 清水明         | 鈴木伸一、永井泰平                | 1月20日        |
| 17          | 荒野のウエスタンロイド             | 上代務      | 松下周平           | 松下周平       | 稲熊一晃、江森真理子              | 1月27日        |
| 18          | さよなら、姉さん                   | 山田由香    | 山本靖貴           | 平沼加名       | 久行宏和、早乙女啓                | 2月3日         |
| 19          | シューベルトの憂鬱                 | 土屋理敬    | 宮崎なぎさ         | 高橋順         | 西島加奈、板倉和弘                | 2月10日        |
| 20          | ドボちゃんの憂鬱                   | きだつよし  | 町谷俊輔           | 島崎奈々子     | 黒川あゆみ、小暮昌広              | 2月17日        |
| 21          | 英雄ショパン                       | 神山修一    | 齋藤昭裕           | 辻橋綾佳       | 大河原晴男、萩原省智              | 2月24日        |
| 22          | バッハクラクラニーベルング         | 上代務      | 久行宏和           | 小坂春女       | 鈴木伸一、永井泰平                | 3月3日         |
| 23          | 待ち人来たりて城が建つ             | こぐれ京    | 渡辺正樹           | 平沼加名       | 中野彰子、早乙女啓                | 3月10日        |
| 24          | 姉と弟                             | 山田由香    | 齋藤昭裕、松下周平 | 松下周平       | 山本美佳、立花希望                | 3月17日        |
| 25          | ザ ラスト クラシカロイド           | 土屋理敬    | 馬引圭             | 馬引圭         | 稲熊一晃、黒川あゆみ              | 3月24日        |

## 放送局・配信
第1シリーズは、2016年10月8日から2017年4月1日までNHK Eテレにて土曜17時30分 - 55分に放送された。バンダイチャンネルでは放送翌日の日曜12時に配信された。
第2シリーズは、2017年10月7日から2018年3月24日までNHK Eテレにて土曜17時35分 - 18時に放送された。
また、2020年6月29日に、7月9日20:00からYouTube上のBNピクチャーズチャンネルで第1期、第2期が無料配信、ライブ放送されることがTwitterの公式アカウントで発表された。毎週木曜日、20:00~、2話ずつライブ配信されている。
さらに、2020年9月９日、9月16日、9月23日の毎週水曜日19:25からは、ベートーヴェン生誕250周年のプロジェクトの一環として、「ベートーヴェンが活躍した回」のセレクションとしてそれぞれ第一期「闇、その向こう」「ちがいのわかるおとこ」「宇宙からのアンコール」が再放送されている。

## 関連商品

### BD / DVD
| 巻 | 発売日        | 収録話          | 規格品番   | 規格品番   |
| 巻 | 発売日        | 収録話          | BD         | DVD        |
| -- | ------------- | --------------- | ---------- | ---------- |
| 1  | 2017年1月27日 | 第1話 - 第4話   | EYXA-11268 | EYBA-11260 |
| 2  | 2017年2月24日 | 第5話 - 第7話   | EYXA-11269 | EYBA-11261 |
| 3  | 2017年3月24日 | 第8話 - 第10話  | EYXA-11270 | EYBA-11262 |
| 4  | 2017年4月28日 | 第11話 - 第13話 | EYXA-11271 | EYBA-11263 |
| 5  | 2017年5月26日 | 第14話 - 第16話 | EYXA-11272 | EYBA-11264 |
| 6  | 2017年6月30日 | 第17話 - 第19話 | EYXA-11273 | EYBA-11265 |
| 7  | 2017年7月28日 | 第20話 - 第22話 | EYXA-11274 | EYBA-11266 |
| 8  | 2017年8月25日 | 第23話 - 第25話 | EYXA-11275 | EYBA-11267 |

### CD
| 発売日         | タイトル                                              | 規格品番      |
| 劇中曲         | 劇中曲                                                | 劇中曲        |
| -------------- | ----------------------------------------------------- | ------------- |
| 2016年12月21日 | クラシカロイド MUSIK Collection Vol.1                 | GBCL-2016     |
| 2017年2月22日  | クラシカロイド MUSIK Collection Vol.2                 | GBCL-2017     |
| 2017年4月26日  | クラシカロイド MUSIK Collection Vol.3                 | GBCL-2018     |
| 2017年4月26日  | クラシカロイド Original Sound Track                   | GBCL-2019/20  |
| 2017年12月13日 | クラシカロイド MUSIK Collection Vol.4                 | GBCL-2021     |
| 2018年2月14日  | クラシカロイド MUSIK Collection Vol.5                 | GBCL-2022     |
| 2018年4月11日  | クラシカロイド MUSIK Collection Vol.6                 | GBCL-2023     |
| クラシック原曲 |                                                       |               |
| 2016年12月21日 | “ClassicaLoid” presents ORIGINAL CLASSICAL MUSIC No.1 | WPCS-13647    |
| 2017年2月22日  | “ClassicaLoid” presents ORIGINAL CLASSICAL MUSIC No.2 | WPCS-13648    |
| 2017年4月26日  | “ClassicaLoid” presents ORIGINAL CLASSICAL MUSIC No.3 | WPCS-13649/50 |
| 2017年9月6日   | “ClassicaLoid” presents Best Classics 100             | WPCS-13716/21 |
| 2017年10月25日 | クラシカロイド・オン・アイス                          | WPCS-13731/2  |
| 2017年12月13日 | “ClassicaLoid” presents ORIGINAL CLASSICAL MUSIC No.4 | WPCS-13740    |
| 2018年2月14日  | “ClassicaLoid” presents ORIGINAL CLASSICAL MUSIC No.5 | WPCS-13745    |
| 2018年4月11日  | “ClassicaLoid” presents ORIGINAL CLASSICAL MUSIC No.6 | WPCS-13758    |